# オールスター感謝祭
『オールスター感謝祭』（オールスターかんしゃさい、英字表記：ALL STAR THANKSGIVING FESTIVAL）は、TBSテレビ系列で1991年10月5日の秋より毎年、番組改編期である春（3月末 ‐ 4月上旬）と秋（9月末 ‐ 10月上旬）の土曜日18:30 - 23:48 (JST) に年2回生放送されている日本の大型クイズ・バラエティ番組であり、当番組は、2021年10月9日の放送で満60回・30周年を迎えた長寿番組の一つである。当番組の略称は「感謝祭」。
本稿では、派生番組である『ミッドナイト感謝祭! もってけダービー'14春』『オール芸人お笑い謝肉祭'16秋』『オールスター後夜祭』『大晦日オールスター体育祭』についても記述する。

## 概要
TBSテレビの人気番組・新番組に出演するタレントを集めてクイズが行われる、改編期特別番組である。1987年春から1991年春まで放送されていた『クイズまるごと大集合』を大幅にリニューアルする形でスタートした、大型クイズ特番。
毎回大人数の芸能人（2013年春までは200人、2013年秋は180人、以降は原則160人程度、2020年秋からは新型コロナウイルスによる影響で50人程度、2023年春は60人程度、2024年春以降は85人程度）が解答者としてクイズに参加し、早押し多者択一クイズ（原則として4択クイズ）を展開する。TBS・Bスタジオ（1994年秋までは旧社屋・Gスタジオ）にセットが設営され、司会者とひな壇状に座った解答者が向かい合う形で着席する。
『4・10月だョ!全員集合』『春秋のスペシャル決定版・テレビまるごと大集合』『クイズまるごと大集合』から続く、春・秋の改編後の番組宣伝を兼ねた特番であるため、主に連続・単発ドラマに出演する俳優・女優や、TBS系列のバラエティ番組・情報番組のレギュラー出演者が多数参加。各出演者の席には番号と縦書きのネームプレート（右側からレギュラー出演している番組・新番組名（MBS・CBC制作を含む）、氏名、グループ・コンビ名の順）が割り当てられている。また、出演者や新番組に絡むクイズも出題される。
クイズは通常の選択問題（ピリオドクイズ）のみならず、解答者が参加するミニマラソン等のゲーム（イベント）に関する予想クイズもある。また、イベントの参加者にも成績に応じてポイントが加えられる。この番組独特のルールにより、他のクイズ番組では高成績を残さない芸能人が総合優勝者やピリオドチャンピオンになることがある。
回を追うごとにイベントの比重が高くなり、一時期は一般常識や時事・流行などに関するクイズが大幅に減少していた。だが、当番組のクイズ作家・矢野了平によると2020年秋以降、その一時期と比較してクイズが増加傾向にあり、クイズとイベントのバランスを保っている。また生放送の性質上、放送時間に限りがあることと、延長も不可能である以上、事前に決まっていたピリオドクイズも進行の都合によってはカットとなり放送されないため、後述するようにピリオドが始まっても第1問がそのまま最終問題となることもままある。
尚、18歳未満の解答者は労働基準法を遵守するため22時までに退席、13歳未満の解答者は児童福祉法を遵守するため20時までに退席する。
また、TBSの番組出演者が一堂に会することから、TBSのドラマ出演者による「TBS DRAMA COLLECTION」と題した合同制作発表も2022年春から本番組の放送日に合わせて、当日昼に行われている。

### 放送形態
番組開始当初からステレオ放送・生放送を実施している。2004年秋からはハイビジョン制作、2006年春からは双方向対応番組（→データ放送対応番組）。2011年秋からはリアルタイム字幕放送を実施している。
双方向対応で放送していた際は、クイズ成績をTBS側に送る視聴者は送信に使用するデジタル受信機器（デジタルテレビなど）にLAN回線を接続する必要があった。2014年秋以降は通常のデータ放送となりクイズには解答できるが、クイズ成績の送信システムは廃止となっている。

## 基本ルール
基本ルールは、前身番組『クイズ!当たって25%』の特番時代から適用されている。
解答方法は、各解答者席に置かれている「キーパッド」と呼ばれる1から6までのボタンとタッチパネル式の液晶画面がついた端末を操作する。また、一部の問題ではタッチパネル式の液晶画面を操作して解答する。キーパッドはクイズを管理するコンピューターに接続され、参加者全員がどの選択肢をどのタイミングで押したかが100分の1秒単位で把握できるようになっており、司会者席ではそれが確認できる。
以下のルールでクイズを何度も繰り返し、番組終了時の正解数（正解ポイント）が最も多く、かつ正答の解答タイムのトータルが最も短い人が総合優勝となる。2位以下の成績は正解数の多い順に決まり、同率の場合は正答の解答タイムが短い人が上位になる。なお、1997年の春・秋は正解数ではなく、獲得賞金額でランキングが、2015年秋はルールが大幅に異なっていた為クイズポイントでのランキングが総合成績となった。

### ピリオドクイズ（予選）
通常は4択で制限時間5〜15秒の間にキーパッドのボタンを押して解答する。また、正解が2つ以上ある問題は全てのボタンを押していないと不正解となる。クイズは数問ごとに分けられ（「Period（ピリオド）」と呼ばれる）、解答者は各ピリオドで最初から何問連続で正解できるかを競う。司会者による「全員Stand up !」の号令で、解答者は全員起立した状態でスタートする。問題に誤答した解答者は失格、正答しても最も遅くボタンを押していた解答者も「予選落ち」として失格となる。失格となった解答者は着席し、そのピリオドの残りの問題の解答権が無くなる。また、「予選落ち」が同タイムで2人以上が並んだ場合はその全員が失格となる。
各ピリオドの最終問題（ラスト問題）の正解者のうち一番早く押した人が、ピリオドチャンピオンとなり賞金を獲得できる。ただし、どこでラスト問題が出題されるかは解答者には伝えられず、解答時間終了と同時に鐘が鳴ることで初めてラスト問題であることがわかるため、各ピリオドで終盤になると、ピリオドチャンピオンを狙う解答者は選択肢を確認せずに解答時間開始前からボタンを連打する。
鐘が鳴る前の問題でも、正解者が1人の場合（正解者が2人でも「予選落ち」により残りが1人になる場合）は、その問題でピリオドチャンピオンが決定し賞金を獲得できる。正解者が0人となった場合は、「全員復活」として再スタートする。また、賞金をキャリーオーバーとして次のピリオドに持ち越す場合もある。また、問題の正解が誤りであったことが即座に判明した場合・キーパッドの故障（コンピュータのトラブル）による場合などでも「全員復活」となるケースがあった。
2015年春の放送では、上記の「予選落ち」システムは適用されず、全員が全問題に解答できるシステムであった。
2017年春からは、ピリオドクイズは正解するごとに1問に付き2ポイント、山分けクイズにも正解するごとに配当金に加え1問につき1問分のポイントが付与される。
2020年秋以降は解答者数大幅減少の影響もあり、全問「予選落ち」無しで実施。ピリオドクイズ、イベント企画も正解するごとに一律1問分加算され、総合成績発表の順位も正解した問数で表記された（データ放送と共通）。
尚、2015年秋の放送のみ大幅にルールが異なっていため、ピリオドクイズのシステムは使用されていない。

### ボーナスクイズ
2014年秋までピリオドチャンピオン決定後（各ピリオドの最後）に出題されていた問題。ボーナスクイズはチャンピオンだけでなく、不正解・予選落ちによる失格者も含めた出場者全員が解答できる。通常、選択肢は4つ（最大6つ）で並べ替え問題が出される。ボーナスクイズにチャンピオンが正解した場合は、さらにボーナス賞金を獲得でき、チャンピオンが不正解の場合は、その他の正解者全員でボーナス賞金が山分けされる(正解者0人の場合は、ボーナス賞金を次のピリオドに持ち越す場合もある)。
2015年春からはボーナスクイズが廃止となった（ただし、後述する『後夜祭』では実施している）。

## 賞金・賞品

### ピリオドごとの賞金
| 期間     | 期間     | ピリオド賞金 | ピリオド賞金   | ピリオド賞金 |
| 開始     | 終了     | チャンピオン | ボーナスクイズ | 合計         |
| -------- | -------- | ------------ | -------------- | ------------ |
| 1991年秋 | 2008年秋 | 25万円       | 25万円         | 50万円       |
| 1997年秋 | 1997年末 | 25万円       | なし           | 25万円       |
| 2009年春 | 2014年春 | 15万円       | 15万円         | 30万円       |
| 2013年秋 | 2013年秋 | 20万円       | なし           | 20万円       |
| 2014年秋 | 2014年秋 | 15万円       | 10万円         | 25万円       |
| 2015年春 | 2019年秋 | 15万円       | なし           | 15万円       |
| 2015年秋 | 2015年秋 | なし         | なし           | なし         |
| 2020年秋 |          | 金一封       | なし           | 金一封       |

また、休憩明けの遅刻対策として、一時期の休憩直後のピリオドは、チャンピオン・ボーナスクイズの賞金が共に通常の倍額に設定されていた。遅刻者は第1問に間に合わないと「タイムオーバーによる無回答」とみなされ回答権を失うため、ボーナスクイズまでは解答できなくなる。
なお、出場者が考案した問題が出される場合、考案者は問題制作料として賞金とは別に3000円を獲得できた。

### 総合順位による賞品・賞金
最終総合順位の上位に入るとクイズやイベントで獲得した賞金とは別に賞金・賞品が出る。
| 期間     | 期間     | 総合成績                 | 総合成績             | 総合成績 | 総合成績 | 総合成績 | 総合成績 | 総合成績 | 総合成績 | 備考                                       |
| 開始     | 終了     | 総合優勝                 | 総合優勝             | 準優勝   | 第3位    | 第4位    | 第5位    | 第6-8位  | 第9-10位 | 備考                                       |
| 開始     | 終了     | 賞品                     | 賞金                 | 準優勝   | 第3位    | 第4位    | 第5位    | 第6-8位  | 第9-10位 | 備考                                       |
| -------- | -------- | ------------------------ | -------------------- | -------- | -------- | -------- | -------- | -------- | -------- | ------------------------------------------ |
| 1991年秋 | 1991年秋 | なし                     | 250万円              | 100万円  | 50万円   | なし     | なし     | なし     | なし     | チーム内で山分け                           |
| 1992年春 | 1992年春 | なし                     | 500万円              | 250万円  | 100万円  | なし     | なし     | なし     | なし     | チーム内で山分け                           |
| 1992年秋 | 1996年秋 | なし                     | 200万円              | 100万円  | 50万円   | 30万円   | 20万円   | 10万円   | 10万円   |                                            |
| 1997春   | 1997春   | なし                     | なし                 | なし     | なし     | なし     | なし     | なし     | なし     | 1問正解につき2000円                        |
| 1997秋   | 1997秋   | なし                     | 200万円              | 100万円  | 50万円   | なし     | なし     | なし     | なし     |                                            |
| 1997年末 | 1997年末 | なし                     | 100万円              | 50万円   | 20万円   | なし     | なし     | なし     | なし     | 1問正解につき1000円                        |
| 1998年春 | 1998年秋 | リゾートマンション1部屋  | なし                 | 100万円  | 50万円   | 30万円   | 20万円   | 10万円   | 10万円   |                                            |
| 1999年春 | 2008年秋 | 豪華賞品 300 - 600万円分 | なし                 | 100万円  | 50万円   | 30万円   | 20万円   | 10万円   | 10万円   |                                            |
| 2009年春 | 2010年秋 | 豪華賞品 300万円分       | なし                 | 50万円   | 40万円   | 30万円   | 20万円   | 10万円   | 10万円   |                                            |
| 2011年春 | 2011年春 | なし                     | 200万円              | 50万円   | 40万円   | 30万円   | 20万円   | 10万円   | 10万円   |                                            |
| 2011年秋 | 2012年春 | 豪華賞品 300万円分       | なし                 | 50万円   | 40万円   | 30万円   | 20万円   | 10万円   | 10万円   |                                            |
| 2012年秋 | 2012年秋 | 豪華賞品 300万円分       | なし                 | 50万円   | 40万円   | 30万円   | 20万円   | 10万円   | なし     |                                            |
| 2013年春 | 2013年春 | 自動車                   | なし                 | 50万円   | 40万円   | 30万円   | 20万円   | なし     | なし     |                                            |
| 2013年秋 | 2013年秋 | 自動車                   | 100万円              | 50万円   | 30万円   | 10万円   | 10万円   | なし     | なし     | チーム内で山分け 自動車は個人MVPとして贈呈 |
| 2014年春 | 2015年春 | 自動車                   | なし                 | 50万円   | 30万円   | 20万円   | 10万円   | なし     | なし     |                                            |
| 2015年秋 | 2015年秋 | なし                     | クイズポイント×1万円 | 80万円   | 40万円   | なし     | なし     | なし     | なし     | チーム内で山分け                           |
| 2016年春 | 2019年秋 | なし                     | 100万円              | 50万円   | 30万円   | 20万円   | 10万円   | なし     | なし     |                                            |
| 2020年秋 | 2021年春 | なし                     | 100万円              | 50万円   | 30万円   | なし     | なし     | なし     | なし     |                                            |
| 2021年秋 | 2021年秋 | なし                     | 200万円              | 100万円  | 50万円   | なし     | なし     | なし     | なし     | 30周年記念につき賞金額が上昇               |
| 2022年春 | 2022年春 | なし                     | 100万円              | 50万円   | 30万円   | なし     | なし     | なし     | なし     |                                            |

## 総合司会

### 第1回-第40回
- 島田紳助
- 島崎和歌子

### 第41回
- 今田耕司→田村淳→東野幸治
- 島崎和歌子

### 第42回-現在
- 今田耕司
- 島崎和歌子

## 各回の放送概要
- 優勝者は、番組ホームページを参照している。
- 1991年秋・1992年春・2013年秋・2015年秋はチーム戦であるため、優勝チームを記載。ただし2013年秋のみ、個人成績のランキングも発表されたため、個人1位も記載する。
- 2015年春までは○問と正解数で表記していたが、2015年秋からは○Pと正解ポイントで表記している（1997年春・1997年秋のみ○円と金額で表記していた）。2020年秋は再び問で表記された。
- 2020年秋から2022年秋まではドラマ出演者や各番組メイン出演者など32人[注 14]がBスタジオ（メイン会場）に、残りはAスタジオ[注 15]からリモートで出演していた。

| 回 | 放送年 | 季節 | 放送日   | 放送時間                | 正式タイトル                                                                                           | 優勝者                                                                      | 正解数     | 解答者数 |
| -- | ------ | ---- | -------- | ----------------------- | --- | --------------------------------------------------------------------------- | ---------- | -------- |
| 1  | 1991年 | 秋   | 10月5日  | 21:00 - 23:48 （168分） | オールスター感謝祭'9X 超豪華!クイズ決定版 この春/秋お待たせ特大号                                      | ニュース・教養チーム                                                        | 450問      | 200人    |
| 2  | 1992年 | 春   | 4月4日   | 21:00 - 23:48 （168分） | オールスター感謝祭'9X 超豪華!クイズ決定版 この春/秋お待たせ特大号                                      | TBSアナウンサーチーム                                                       | 469問      | 200人    |
| 3  | 1992年 | 秋   | 10月3日  | 19:00 - 23:48 （288分） | オールスター感謝祭'9X 超豪華!クイズ決定版 この春/秋お待たせ特大号                                      | 斉藤慶子                                                                    | 33問       | 200人    |
| 4  | 1993年 | 春   | 4月3日   | 18:30 - 23:48 （318分） | オールスター感謝祭'9X 超豪華!クイズ決定版 この春/秋お待たせ特大号                                      | 中島啓江                                                                    | 47問       | 200人    |
| 5  | 1993年 | 秋   | 10月9日  | 18:30 - 23:48 （318分） | オールスター感謝祭'9X 超豪華!クイズ決定版 この春/秋お待たせ特大号                                      | 麻木久仁子                                                                  | 36問       | 200人    |
| 6  | 1994年 | 春   | 4月2日   | 18:30 - 23:48 （318分） | オールスター感謝祭'9X 超豪華!クイズ決定版 この春/秋お待たせ特大号                                      | 関根勤                                                                      | 41問       | 200人    |
| 7  | 1994年 | 秋   | 10月1日  | 18:30 - 23:48 （318分） | オールスター感謝祭'9X 超豪華!クイズ決定版 この春/秋お待たせ特大号                                      | そのまんま東                                                                | 47問       | 200人    |
| 8  | 1995年 | 春   | 4月1日   | 18:30 - 23:48 （318分） | オールスター感謝祭'9X 超豪華!クイズ決定版 この春/秋お待たせ特大号                                      | ヨネスケ                                                                    | 35問       | 200人    |
| 9  | 1995年 | 秋   | 9月30日  | 18:30 - 23:48 （318分） | オールスター感謝祭'9X 超豪華!クイズ決定版 この春/秋お待たせ特大号                                      | 向井亜紀                                                                    | 44問       | 200人    |
| 10 | 1996年 | 春   | 3月30日  | 18:30 - 23:48 （318分） | オールスター感謝祭'9X 超豪華!クイズ決定版 この春/秋お待たせ特大号                                      | 辰巳琢郎                                                                    | 63問       | 200人    |
| 11 | 1996年 | 秋   | 10月5日  | 18:30 - 23:48 （318分） | オールスター感謝祭'9X 超豪華!クイズ決定版 この春/秋お待たせ特大号                                      | 野際陽子                                                                    | 50問       | 200人    |
| 12 | 1997年 | 春   | 3月29日  | 18:30 - 23:48 （318分） | オールスター感謝祭'9X 超豪華!クイズ決定版 この春/秋お待たせ特大号                                      | そのまんま東                                                                | 82万9230円 | 200人    |
| 13 | 1997年 | 秋   | 10月4日  | 18:30 - 23:48 （318分） | オールスター感謝祭'97 秋の新装スペシャル!! 祝!クイズ賞金2億円                                          | 東幹久                                                                      | 104万円    | 200人    |
| -  | 1997年 | 年末 | 12月31日 | 21:00 - 23:45 （165分） | サヨナラ'97年末感謝祭 景気回復スペシャル!! クイズ!今年の常識王                                         | そのまんま東                                                                | 54問       | 149人    |
| 14 | 1998年 | 春   | 3月28日  | 18:30 - 23:48 （318分） | オールスター感謝祭'XX 超豪華!クイズ決定版 この春/秋お待たせ特大号                                      | 三村マサカズ （バカルディ）                                                 | 47問       | 200人    |
| 15 | 1998年 | 秋   | 10月3日  | 18:30 - 23:48 （318分） | オールスター感謝祭'XX 超豪華!クイズ決定版 この春/秋お待たせ特大号                                      | 薬丸裕英                                                                    | 43問       | 200人    |
| 16 | 1999年 | 春   | 3月27日  | 18:30 - 23:48 （318分） | オールスター感謝祭'XX 超豪華!クイズ決定版 この春/秋お待たせ特大号                                      | 原千晶                                                                      | 46問       | 200人    |
| 17 | 1999年 | 秋   | 10月2日  | 18:30 - 23:48 （318分） | オールスター感謝祭'XX 超豪華!クイズ決定版 この春/秋お待たせ特大号                                      | 青島健太                                                                    | 59問       | 200人    |
| 18 | 2000年 | 春   | 4月1日   | 18:30 - 23:48 （318分） | オールスター感謝祭'XX 超豪華!クイズ決定版 この春/秋お待たせ特大号                                      | 白石美帆                                                                    | 27問       | 200人    |
| 19 | 2000年 | 秋   | 10月7日  | 18:30 - 23:48 （318分） | オールスター感謝祭'00秋 超豪華!クイズ決定版 20世紀最後の特大号                                         | 松尾貴史                                                                    | 38問       | 200人    |
| 20 | 2001年 | 春   | 3月31日  | 18:30 - 23:48 （318分） | オールスター感謝祭'XX春/秋 超豪華!クイズ決定版                                                         | 辺見えみり                                                                  | 47問       | 200人    |
| 21 | 2001年 | 秋   | 10月6日  | 18:30 - 23:48 （318分） | オールスター感謝祭'XX春/秋 超豪華!クイズ決定版                                                         | 菅広文 （ロザン）                                                           | 52問       | 200人    |
| 22 | 2002年 | 春   | 3月30日  | 18:30 - 23:48 （318分） | オールスター感謝祭'XX春/秋 超豪華!クイズ決定版                                                         | 岩崎ひろみ                                                                  | 68問       | 200人    |
| 23 | 2002年 | 秋   | 9月28日  | 18:30 - 23:48 （318分） | オールスター感謝祭'XX春/秋 超豪華!クイズ決定版                                                         | 中田喜子                                                                    | 61問       | 200人    |
| 24 | 2003年 | 春   | 3月29日  | 18:30 - 23:48 （318分） | オールスター感謝祭'XX春/秋 超豪華!クイズ決定版                                                         | 磯野貴理子                                                                  | 47問       | 200人    |
| 25 | 2003年 | 秋   | 9月27日  | 18:30 - 23:48 （318分） | オールスター感謝祭'XX春/秋 超豪華!クイズ決定版                                                         | ラサール石井                                                                | 57問       | 200人    |
| 26 | 2004年 | 春   | 4月3日   | 18:30 - 23:48 （318分） | オールスター感謝祭'XX春/秋 超豪華!クイズ決定版                                                         | 長谷川純                                                                    | 53問       | 200人    |
| 27 | 2004年 | 秋   | 10月2日  | 18:30 - 23:48 （318分） | オールスター感謝祭'XX春/秋 超豪華!クイズ決定版                                                         | 渡辺正行                                                                    | 53問       | 200人    |
| 28 | 2005年 | 春   | 4月2日   | 18:30 - 23:48 （318分） | オールスター感謝祭'XX春/秋 超豪華!クイズ決定版                                                         | 谷川真理                                                                    | 54問       | 200人    |
| 29 | 2005年 | 秋   | 10月1日  | 18:30 - 23:48 （318分） | オールスター感謝祭'XX春/秋 超豪華!クイズ決定版                                                         | 岡江久美子                                                                  | 42問       | 200人    |
| 30 | 2006年 | 春   | 4月1日   | 18:30 - 23:48 （318分） | オールスター感謝祭'XX春/秋 超豪華!クイズ決定版                                                         | 山田雅人                                                                    | 50問       | 200人    |
| 31 | 2006年 | 秋   | 9月30日  | 18:30 - 23:48 （318分） | オールスター感謝祭'XX春/秋 超豪華!クイズ決定版                                                         | 水野裕子                                                                    | 49問       | 200人    |
| 32 | 2007年 | 春   | 3月31日  | 18:30 - 23:48 （318分） | オールスター感謝祭'XX春/秋 超豪華!クイズ決定版                                                         | 蛍原徹                                                                      | 53問       | 200人    |
| 33 | 2007年 | 秋   | 9月29日  | 18:30 - 23:48 （318分） | オールスター感謝祭'XX春/秋 超豪華!クイズ決定版                                                         | 石田純一                                                                    | 42問       | 200人    |
| 34 | 2008年 | 春   | 3月29日  | 18:30 - 23:48 （318分） | オールスター感謝祭'XX春/秋 超豪華!クイズ決定版                                                         | 品川祐 （品川庄司）                                                         | 45問       | 200人    |
| 35 | 2008年 | 秋   | 9月27日  | 18:30 - 23:48 （318分） | オールスター感謝祭'XX春/秋 超豪華!クイズ決定版                                                         | 浦田聖子                                                                    | 43問       | 200人    |
| 36 | 2009年 | 春   | 4月4日   | 18:30 - 23:48 （318分） | オールスター感謝祭'XX春/秋 超豪華!クイズ決定版                                                         | 竹若元博 （バッファロー吾郎）                                               | 38問       | 200人    |
| 37 | 2009年 | 秋   | 10月3日  | 18:30 - 23:48 （318分） | オールスター感謝祭'XX春/秋 超豪華!クイズ決定版                                                         | 山田親太朗                                                                  | 38問       | 200人    |
| 38 | 2010年 | 春   | 4月3日   | 18:30 - 23:48 （318分） | オールスター感謝祭'XX春/秋 超豪華!クイズ決定版                                                         | 前田健                                                                      | 29問       | 200人    |
| 39 | 2010年 | 秋   | 10月2日  | 18:30 - 23:48 （318分） | オールスター感謝祭'XX春/秋 超豪華!クイズ決定版                                                         | 岡江久美子                                                                  | 32問       | 200人    |
| 40 | 2011年 | 春   | 4月9日   | 18:30 - 23:48 （318分） | オールスター感謝祭'11春 20周年超豪華版SP                                                               | 勝俣州和                                                                    | 39問       | 200人    |
| 41 | 2011年 | 秋   | 10月1日  | 18:30 - 23:48 （318分） | オールスター感謝祭'11秋/'12春 芸能界No.1決定戦SP                                                       | 中山エミリ                                                                  | 32問       | 200人    |
| 42 | 2012年 | 春   | 3月31日  | 18:30 - 23:48 （318分） | オールスター感謝祭'11秋/'12春 芸能界No.1決定戦SP                                                       | ガダルカナル・タカ                                                          | 19問       | 200人    |
| 43 | 2012年 | 秋   | 9月29日  | 18:30 - 23:48 （318分） | オールスター感謝祭'12秋 超豪華!クイズ決定版                                                            | 水内猛                                                                      | 42問       | 200人    |
| 44 | 2013年 | 春   | 3月30日  | 18:30 - 23:48 （318分） | オールスター感謝祭'13春 5時間半全国一斉生テストSP!!                                                    | コカドケンタロウ （ロッチ）                                                 | 28問       | 200人    |
| 45 | 2013年 | 秋   | 9月28日  | 18:30 - 23:48 （318分） | オールスター感謝祭'13秋 芸能界No.1チーム決定戦!                                                        | チーム戦 炎の体育会TVチーム 武井壮 上田竜也（KAT-TUN） 狩野英孝 山田親太朗  | 178問      | 180人    |
| 45 | 2013年 | 秋   | 9月28日  | 18:30 - 23:48 （318分） | オールスター感謝祭'13秋 芸能界No.1チーム決定戦!                                                        | 個人MVP 岡田圭右 （ますだおかだ）                                           | 53問       | 180人    |
| 46 | 2014年 | 春   | 3月29日  | 18:30 - 23:48 （318分） | オールスター感謝祭'14春 豪華プレゼント大放出! 視聴者に大感謝SP                                         | 和田正人 （D-BOYS）                                                         | 19問       | 170人    |
| 47 | 2014年 | 秋   | 10月4日  | 18:30 - 23:48 （318分） | オールスター感謝祭'14秋 アノ話題の人がナマで大暴れSP                                                   | 遠野なぎこ                                                                  | 25問       | 167人    |
| 48 | 2015年 | 春   | 4月4日   | 18:30 - 23:48 （318分） | TBSテレビ60周年特別企画 オールスター大感謝祭'15春 60年分の貴重映像をクイズ出題 豪華女優&俳優も全速力SP | 田中卓志 （アンガールズ）                                                   | 22問       | 160人    |
| 49 | 2015年 | 秋   | 10月3日  | 18:30 - 23:48 （318分） | オールスター感謝祭'15秋 チーム対抗サバイバル! クイズ王座決定戦!!                                       | この差って何ですか?チーム マギー 赤江珠緒 土田晃之 岡田圭右（ますだおかだ） | 187P       | 111人    |
| 50 | 2016年 | 春   | 4月9日   | 18:30 - 23:48 （318分） | オールスター感謝祭20XX春/秋                                                                            | 東国原英夫                                                                  | 36P        | 152人    |
| 51 | 2016年 | 秋   | 10月8日  | 18:30 - 23:48 （318分） | オールスター感謝祭20XX春/秋                                                                            | 猫ひろし                                                                    | 34P        | 168人    |
| 52 | 2017年 | 春   | 4月8日   | 18:30 - 23:48 （318分） | オールスター感謝祭20XX春/秋                                                                            | 笑福亭笑瓶                                                                  | 40P        | 168人    |
| 53 | 2017年 | 秋   | 10月7日  | 18:30 - 23:48 （318分） | オールスター感謝祭20XX春/秋                                                                            | 北斗晶                                                                      | 31P        | 160人    |
| 54 | 2018年 | 春   | 3月31日  | 18:30 - 23:48 （318分） | オールスター感謝祭20XX春/秋                                                                            | 木村美穂 （阿佐ヶ谷姉妹）                                                   | 53P        | 160人    |
| 55 | 2018年 | 秋   | 10月6日  | 18:30 - 23:48 （318分） | オールスター感謝祭20XX春/秋                                                                            | 朝日奈央                                                                    | 54P        | 160人    |
| 56 | 2019年 | 春   | 4月6日   | 18:30 - 23:48 （318分） | オールスター感謝祭20XX春/秋                                                                            | 向井理                                                                      | 79P        | 156人    |
| 57 | 2019年 | 秋   | 9月28日  | 18:30 - 23:48 （318分） | オールスター感謝祭20XX春/秋                                                                            | 波瑠                                                                        | 48P        | 157人    |
| -  | 2020年 | 春   | 中止     | 中止                    | 中止                                                                                                   | 中止                                                                        | 中止       | 中止     |
| 58 | 2020年 | 秋   | 10月3日  | 18:30 - 23:48 （318分） | オールスター感謝祭2020秋 史上初だらけの超特別版!                                                       | 神山智洋 （ジャニーズWEST）                                                 | 34問       | 52人     |
| 59 | 2021年 | 春   | 3月27日  | 18:30 - 23:48 （318分） | オールスター感謝祭2021春                                                                               | 山下美月 （乃木坂46）                                                       | 47問       | 54人     |
| 60 | 2021年 | 秋   | 10月9日  | 18:30 - 23:48 （318分） | オールスター感謝祭2021秋 30周年超特別版                                                                | ウエンツ瑛士                                                                | 48問       | 53人     |
| 61 | 2022年 | 春   | 3月26日  | 18:30 - 23:48 （318分） | オールスター感謝祭20XX春/秋                                                                            | 粗品 （霜降り明星）                                                         | 54問       | 52人     |
| 62 | 2022年 | 秋   | 10月1日  | 18:30 - 23:48 （318分） | オールスター感謝祭20XX春/秋                                                                            | 屋敷裕政 （ニューヨーク）                                                   | 31問       | 54人     |
| 63 | 2023年 | 春   | 4月8日   | 18:30 - 23:48 （318分） | オールスター感謝祭20XX春/秋                                                                            | 川島明 （麒麟）                                                             | 41問       | 64人     |
| 64 | 2023年 | 秋   | 10月14日 | 18:30 - 23:48 （318分） | オールスター感謝祭20XX春/秋                                                                            | 粗品 （霜降り明星）                                                         | 36問       | 66人     |
| 65 | 2024年 | 春   | 4月6日   | 18:30 - 23:48 （318分） | オールスター感謝祭20XX春/秋                                                                            | 粗品 （霜降り明星）                                                         | 38問       | 88人     |
| 66 | 2024年 | 秋   | 10月5日  | 18:30 - 23:48 （318分） | オールスター感謝祭20XX春/秋                                                                            | 伊沢拓司                                                                    | 41問       | 85人     |
| 67 | 2025年 | 春   | 3月29日  | 17:40 - 23:48 （368分） | オールスター感謝祭20XX春/秋                                                                            | 伊沢拓司                                                                    | 52問       | 86人     |

※正式タイトルのXX（大文字）にはその年の西暦下2桁が入る（例：1998年春→98、2000年春→00、2010年秋→10）。
2015年秋までは「オールスター感謝祭'91」のように西暦の下2桁がタイトルに含まれていたが、2016年春からは「オールスター感謝祭2016春」のように西暦4桁すべてが含まれるようになった（2019年秋までと2021年春以降はCMアイキャッチ等一部は従来通り西暦下2桁、2020年秋は全てにおいて西暦4桁）。また、EPGにおける番組タイトルは正式タイトルと異なる場合がある。
18:30開始となった1993年春以降、当番組が放送される日は前番組（現在は『報道特集』・『ウィークエンドウェザー』が該当）の放送時間が30分前倒しとなる。
2008年秋からはTBSのみ18:21（2021年春までは18:25）から18:30までローカルセールスの事前枠『もうすぐオールスター感謝祭』（通常編成時の『もうすぐ炎の体育会TV』相当枠）を放送。本編の見どころを紳助→今田・和歌子とTBS女性アナウンサーが紹介していた。ただし2015年秋は従来の見どころ紹介ではなく、クイズの練習問題を放送した。2016年春以降は18:25の放送枠から第1ピリオドのクイズが出題される回や、出場者紹介が行われる回のいずれかとなっていた。2020年秋は、かつてのように本編の見どころを今田・和歌子とTBS女性アナウンサーが紹介した後に練習問題を会場ではなく視聴者に向けてのみ行われた。その後2021年4月より『もうすぐ炎の体育会TV』枠が18:21 - 18:30に拡大したため、同年秋から事前枠も18:21 - 18:30に拡大された。
番組終了時、スタッフロールとともに「視聴者のみなさま、長い間ご覧いただき本当にありがとうございました。」と視聴者向けへのコメントをThe Show Must Go On / Three Dog Nightに乗せて流していたが、2018年以降スタッフロール後は有吉弘行と高山一実による『オールスター後夜祭』の生番宣となっている。

### 視聴率
視聴率はいずれも、ビデオリサーチ調べ、関東地区・世帯・リアルタイム。
- 開始当初は20%以上の高視聴率を叩き出し、1994年春から1995年秋まで4回連続で視聴率25%以上を記録した。以降も高視聴率を毎回記録し時間帯トップとなることが多かった。そのため、他局もこの特番[14]が放送される日にはより強力な番組編成をしている。
- 1994年秋は平均視聴率30.9%[15]で歴代最高視聴率を記録。同回の瞬間最高視聴率は「赤坂5丁目ミニマラソン」でみのもんたが赤坂の街を走っていた瞬間で41.1%。他の特番も高視聴率だったため、TBSがこの週のみ視聴率3冠を獲得している[16][17]。
- 2011年秋の第2部（19:00 - 23:48）は2年ぶりに17%台を記録。かつ、他の特番も高視聴率だったため1994年秋以来の週間世帯平均視聴率3冠を獲得した[16][17]。
- 2021年現在は10% - 13%程度の視聴率で推移している。

## 歴史・変遷
この番組は、『金曜テレビの星!』での特番後レギュラー化、半年で終了した視聴者参加クイズ番組『クイズ!当たって25%』（1991年10月17日 - 1992年3月26日放送）が原点になっている。『クイズ100人に聞きました』などと同じく、番組フォーマットを海外から購入している。この番組フォーマットはイギリスのCelador Productionsが開発したものである。なお、導入されたのはクイズのルールのみであり、コンピューターシステム、「Ready Go!」や「Answer Check!」などのコール、その他番組のイベントは日本オリジナルのものである。
出題および解答のコンピューターシステムはTBS側が国内企業（テクノネット）に依頼し、日本仕様に独自開発したもので、製作費用の見積額は1991年当時で約7000万円であった。選択ボタンの増加やタッチパネルの導入、複数解答・移動体通信での解答への対応など、随時バージョンアップ（1997年秋・2006年春・2017年秋に3回システムが更新）されている。当番組も2006年春に双方向サービスが現実のものとなって、一般視聴者もクイズに参加することが可能となった。

### 1990年代
- 1991年6月28日、『金曜テレビの星!』にてパイロット版にあたる特番『祝!賞金総額無制限 クイズ!当たって25%』が放送された[3]。司会は紳助と草野仁。
- 1991年秋、初回が生放送された[3]（1994年秋までは旧社屋Gスタジオで行われた）。この回は制作局に加えて報道局・スポーツ局・社会情報局（当時）の各セクションが番組制作に関わった。
- 1991年10月17日から1992年3月26日にかけて、レギュラー版にあたる『クイズ!当たって25%』が放送された[3]。司会はパイロット版から変わり、感謝祭と同じ紳助と和歌子。
- 1992年春、この回より本放送数か月後に3時間または3時間半の再編集版の再放送がされるようになる。
- 1992年秋、成績が個人戦に変わった[3]。
- 1993年春、赤坂5丁目ミニマラソンがスタート[3]。
- 1994年秋、オープニングの司会者による挨拶がなくなり、冒頭から第1ピリオドが始まるようになる（1997年秋（練習問題復活）・2000年春（トラブル）を除く2010年秋まで、2014年春、2018年春・2018年秋）。
- 1995年春、放送スタジオが現社屋Bスタジオに変更。
- 1996年春、カンニング対策として監視カメラ（飯島愛カメラ）が導入された。
- 1997年春、この回のみ1問正解するごとに賞金が2000円加算されるルールだった。この回と1997年秋の総合成績は、正解数や解答速度ではなく、獲得賞金額によって順位付けされた。
- 1997年秋、キーパッドのシステムが更新されリニューアル[3]。ボタンが6個に増え画面がタッチパネル型になったことで、4択のみ対応だったクイズが、2 - 6択・テンキーによる数字入力解答が可能になり、ミニマラソンの優勝者予想も全員分キーパッドで予想することができるようになった[3]。またこの回は、解答者全員100万円の賞金を持ってスタートし、不正解・予選落ちでの失格中や、イベントなどによるクイズ不参加の間は2万円ずつ減額され、0円になると以降のクイズに参加できないルールで行われた。
- 1997年12月31日、「サヨナラ'97年末感謝祭 景気回復スペシャル!! クイズ!今年の常識王」として、21:00 - 23:45に放送される。この回では個人戦に加え、チーム対抗による賞品争奪クイズも行われた。「感謝祭」というタイトルが使われているが、放送回数にはカウントされていない。解答者の人数は6チーム150人。なお、紳助はこの日『嗚呼!バラ色の珍生!!大晦日生放送スペシャル!!』の生放送に出演していたため、はしごで麹町から『感謝祭』のスタジオに向かった。
- 1998年春、総合成績が出演者200人全員の順位と正解問数（ポイント数）の発表が出るようになった。
- 1998年秋、この回から番組キャラクターが登場し、番宣スポットは「休憩タイム」の中でまとめて放送されるようになった（1997年春まではCM明けに放送。1997年秋と1998年春は記憶力クイズとして、ピリオド内のクイズ内に放送。休憩タイムが廃止された現在はCM明けに戻されている）。
- 1999年春、紳助の発案および主導の元、番組のエンディングテーマを放送時間内に制作するという企画が行われ[3]、その歌い手に和歌子が指名され、そのまま企画が進行。番組終了間近にエンディングテーマ「My life is...」を完成させた。

### 2000年代
- 2000年春、オープニングから約1時間コンピュータートラブルが発生。
- 2001年秋、放送開始10周年。1998年秋から登場したこれまで毎回異なるCGキャラクターだった番組イメージキャラクターはこの回以降、ピテカンブラザーズに固定される。またこの回より、視聴者サービスの一環として携帯電話を通じ、一般視聴者もリアルタイムでクイズに参加できるようになった[3]。
- 2003年春、イベント参加者が、その間のクイズに答えられず総合成績が上がらないという不利を解消するべく、イベントの参加者にボーナスとしてクイズポイントが与えられるルールが追加された。
- 2004年秋、この回からハイビジョン制作を開始。地上デジタル放送では16:9サイズ（アナログ放送はサイドカット放送）での放送となる。TBS放送センター前が赤坂5丁目再開発計画（赤坂サカスプロジェクト）により空いていたことから紳助の要望で「モトクロス選手権（イベント）」が行われた。
- 2005年秋、地上デジタル放送ではアナログ放送より数秒遅れ不公平が生じることや生放送当日に参加したい視聴者のリクエストに応えることを理由に、『感謝祭』視聴者のすべてが携帯クイズに参加できる形式への変更になる（クイズ解答からイベント予想へ）[3][18]。「ぬるぬる企画」がこの回から開始された。
- 2006年春、地上デジタル放送のデータ放送およびワンセグ放送の双方向機能を利用して、より簡単に視聴者がクイズに参加できるようになった[3]（この回で双方向を実施した放送局はTBS、テレビユー山形、東北放送、新潟放送、静岡放送、CBCテレビ（当時は中部日本放送）、毎日放送の各局）。15周年を迎えた、2006年秋以降もこの双方向サービスは行われている。一部地域に限って行われていた再編集版の再放送を終了。
- 2007年春、ネット局すべての地上デジタル放送で視聴者の双方向参加が可能となり、今回もJNN系局の協力があった。『世界陸上2007大阪』に出場する選手がこの番組のために来日した。
- 2008年春、赤坂再開発「赤坂サカス」の完成により、同施設を利用した関連企画が行われる。
- 2009年春、「世界的な不況の煽り」を受け、この番組でも賞金がややダウンし、ピリオドチャンピオン・ボーナスクイズは各15万円、総合成績では2位賞金が100万円から50万円に、3位賞金が50万円から40万円に、それぞれ減額された。

### 2010年代
- 2011年春、放送1か月前の3月11日に発生した東北地方太平洋沖地震（東日本大震災）の影響によりイベントの自粛など企画変更があり、賞金額もできる限り伏せて行った（「○○万円山分けクイズ」を「賞金山分けクイズ」に変更。ピリオドチャンピオンへの「賞金○○万円獲得」を「賞金獲得」など）。今回は20周年記念ということで、かつて行われた「綱引き選手権」や「ボクシング対決」といった企画が復活した。
- 2011年秋、放送開始20周年を迎えたが、8月23日に紳助が同日付で芸能界を引退することを表明、番組を降板（引退記事を参照）したことにより、3人（今田→淳→東野）の司会者によるリレー形式で放送された。誰が司会を務めるかは和歌子にも本番中シークレットとされていた。今回から、一部スマートフォンからのイベント予想クイズへの参加が可能となり、前回伏せた賞金額や取りやめた視聴者プレゼントも復活した。
- 2012年春、今田が2代目男性総合司会に就任[19]。
- 2012年秋、総合成績上位の賞金獲得者は10人から8人に減少。
- 2013年春、通常ピリオドはそれぞれテーマが限定され、ピリオド数ではなく「都道府県Period」などテーマでの表記となった。地上デジタル放送視聴者参加クイズでは、視聴者ランキングのトップに100万円がプレゼントされることになり、スタジオ200人の総合成績上位の賞金獲得者は上位5人に減少した。この回からミニマラソンなど一部を除き、事前にイベント参加者を決めているため、イベント参加のアンケートを取ることが減少した。
- 2013年秋、4人1組45チームの団体戦で（事実上の出場者20名削減となり180人の出場に削減される）クイズ・イベントが展開された。団体戦は92年春の第2回以来である[20]。クイズシステムは4人合計の得点を競う形となり、ピリオドチャンピオンには20万円（ただし、4人で山分けされる）、チーム戦トップ5にはチーム全体へ賞金が与えられた。また、個人1位のMVPには自動車が与えられた。ボーナスクイズは行われず、チーム対抗の並べ替えクイズが行われ、賞金は10万円の山分けなども減額となるなど全体的に賞金額が減った。
- 2014年春、再び個人戦になり、『番組対抗!重圧（プレッシャー）アーチェリー』がスタート。また、番組キャラクターが事実上廃止された。本番組終了後に事実上の延長戦として3月30日未明（3月29日深夜）に『ミッドナイト感謝祭 もってけダービー’14春』が放送された（0:58 - 3:58、一部地域を除く）。
- 2014年秋、放送開始以来23年半続いていたボーナスクイズはこの回を最後に廃止（ただし『後夜祭』は除く）。
- 2015年春、この年は「TBSテレビ60周年特別企画」[9]の1つとして放送。『オールスター大感謝祭』として、番組開始以来初めてメインタイトルを変更。60年間の過去の映像からの問題や、過去に放送されたクイズ番組と同じ問題が出題された。また、60年間を代表する番組の1つとして『ザ・ベストテン』がセットも含めて復活し、当時の司会である黒柳徹子が出演。すべての問題で予選落ちになる問題が無く、全員がすべての問題に参加できる形式で行われ、ピリオドチャンピオンは正解数と解答時間で決められた。
- 2015年秋、4人1組または5人1組のチーム戦となる。前回まで皆勤賞だった渡辺正行が初の欠場となった[21]。この回では、前回同様の予選落ちに加え、ピリオドチャンピオン、山分けクイズ、個人成績が廃止された。さらにイベントでの優勝賞金も基本的に廃止され、クイズポイントに変更された。今回のクイズは、いつものキーパッドを使用したクイズに加え、全チーム参加の早押しクイズ（イントロ・映像）が行われた。
- 2016年春、この回から事前枠『もうすぐオールスター感謝祭』にてピリオド1の1問目が出題される（事前枠はローカルセールス枠のため、一部地域ではピリオド1を最初から視聴することができなくなった）。ボーナスクイズ廃止以外は2014年秋までのルールにほぼ戻った。なおこの回で番組開始から50回目の放送を迎えた。
- 2016年秋、この回から2017年秋までは、ピリオド1は一部地域のみで放送される事前枠で完結するようになった。そのため、番組本編としてはピリオド2からのスタートとなる。番宣スポットはCM明けに放送されるという1997年春以前のスタイルに戻った。放送翌日の10月9日には本番組のタイトルをもじった『オール芸人お笑い謝肉祭2016秋』が放送された。
- 2017年秋、20年ぶりにキーパッドをリニューアルし、液晶画面がフルカラー化された[22]。
- 2018年春、本番組終了後に延長戦として4月1日未明（3月31日深夜）に『オールスター後夜祭』が放送された（0:58 - 2:58、一部地域を除く）[23]。以降、『感謝祭』放送終了後の姉妹番組として定着する。
- 2018年秋、この回からは放送前のデータ放送で事前にクイズに答える事ができ、そこで答えたクイズポイントが本編のデータ放送と合算される仕組みとなっていた。最大500ポイント（1ピリオド5問×10で問題はすべて4択で回答時間は10秒）。
- 2019年春、平成最後の感謝祭。2017年秋以来ピリオド1がローカルセールス枠で出題されたため、18:30開始の局はピリオド2からとなった。青山学院大学の現役学生が参加した「人馬対決」（18年ぶりの復活）と「赤坂5丁目ミニマラソン」はスタジオ解答者も含めて初めて山分けクイズの対象にならなかった（解答者はスタジオで観戦するのみ）。また恒例だった休憩タイムがこの回から廃止され、更に2019年3月を以て土曜版の『JNNフラッシュニュース』が廃枠となったためこの回から中断ニュース（番組内包）も廃止。
- 2019年秋、令和最初の感謝祭。この回の『後夜祭』は『ドーハ世界陸上』を23:48から中継するため中止[24][25]。

### 2020年代
- 2020年春、当初は同年4月4日に通常通り放送予定だったが、新型コロナウイルスの感染拡大の影響で3月25日の時点で大勢の芸能人をスタジオに集める方式は取りやめとした上で放送時間を20時からの約4時間に縮小し、『テレビの前から参加できる感謝祭』をテーマに放送するとしており[26]、『赤坂5丁目ミニマラソン』などの企画も特別措置を取るとしていた[27]。当初1年ぶりに放送される予定だった『後夜祭』はこの時点で放送中止が発表された[28]。しかし、『感謝祭』本編についても東京都から「重大局面」が続いているとの見解が示されていることなどを受け、新ドラマ3本[注 23]と共に放送を延期する事が同年4月1日未明に発表された[29]。なお、4月4日は18:25 - 21:00に『炎の体育会TV』をレギュラー復帰した上で90分拡大放送[注 24]、21:00 - 23:48に映画『8年越しの花嫁 奇跡の実話』を代替番組として放送した[30]。その後、同年5月28日にTBSから正式に放送中止が発表された[11]。
- 2020年秋、この回から2022年秋までの2年間は、新型コロナウイルス対策のため演出を大きく変更していた。これまで解答者席はそれぞれ横1列に2 - 5人着席させていたものから、1人1席ずつに変更し、メインスタジオでは正方形状に1グループ（1番組）4人ずつ分けられる配置となり、席の間にアクリル板を設置。解答者人数も大幅に削減した上、解答者をメインスタジオ（Bスタジオ）とAスタジオ（2021年春はCスタジオに分散させた（Bスタジオの解答席後方にモニターを設置）。解答者数が少人数となった為、クイズはこの回から予選落ちと山分けクイズが廃止され（ただし『後夜祭』は除く）、正解数が最多かつ合計解答タイムの早い人がピリオドチャンピオンとなる。純粋にイベントの優勝者等を当てるのみのクイズとなった。「赤坂5丁目ミニマラソン」は、ギャラリーの密集を回避するため、開催場所を赤坂から変更して行われた（2020年秋は緑山スタジオ・シティ、2021年〜2022年秋は東京ドイツ村）。ぬるぬるトレジャーハンターはこの回から中止となった。今回も『後夜祭』は休止。
- 2021年春、2年振りに『後夜祭』が復活。『後夜祭』ではBスタジオのみ使用しているためモニターは常に番組ロゴが表示されている。
- 2021年秋、関東地方で放送の事前枠を18:21 - 18:30に拡大。
- 2022年春、『感謝祭』放送の翌日に、オンライン型イベント『TBSオール視聴者感謝祭〜史上最強のオンラインクイズ王決定戦〜'22春』が開催された。MCはカズレーザー（メイプル超合金）と山形純菜（TBSアナウンサー）[31]。
- 2022年秋、『集中力イライラタイムレース!』がスタート。
- 2023年春、番組開始以来使用されていた番組タイトルロゴをこの回から全面リニューアル（それまでもサブタイトルの削除・西暦部分が末尾2桁から4桁全てへ・それに伴う文字配列の変更といった多少のマイナーチェンジは行われていた。ただし『後夜祭』ではこれ以降も引き続き初代をベースしたものを使用）[注 25]。2020年秋から解答者を2つのスタジオに分散させていたが、出場者をBスタジオに集約しリモート席は廃止され、出場者数も64人に増員して行われた。ミニマラソンは3年半ぶりに赤坂で開催され、「後夜祭」も出演者を倍増。番組内では説明されていなかったが、放送中にコンピューターのトラブルが発生し、ピリオドチャンピオンの成績に影響が生じた。
- 2023年秋、この回は『アジア大会』の開催の兼ね合い上、例年よりも遅い10月14日に放送[32]。これは秋の大会で最も遅い放送日であり、10月中旬になってからの放送は番組開始以来初めてのことである。
- 2024年秋、アニメ『地縛少年花子くん2』を代表して声優の緒方恵美と鬼頭明里が出演。アニメ番組を背負っての出演は今回が初となる[33]。
- 2024年大晦日、TBSの数ある番組のスポーツ系企画で構成されたスピンオフ番組『大晦日オールスター体育祭』が放送された。『感謝祭』の企画では、赤坂5丁目ミニマラソンとプレッシャーアーチェリーが行われた。
- 2025年春、前回より50分拡大し放送時間が17:40 - 23:48となり番組史上最長の6時間を超えて生放送された[注 26]。放送時間の延長は、1993年春に18:30 - 23:48になって以来32年ぶりの出来事となった[34]。

## イベント・企画
通常のクイズピリオドの合間にイベント（競技ゲーム）や特別ピリオド等の企画が挟まれる。
かつては解答者に対して、イベントに参加したい人をキーパッドを使用してアンケートで募り、クイズピリオドの間やCM中に参加者のマッチメイクをしていた。しかし年々、事前にイベント参加者が決まっている企画が増え、2014年春からはほとんどの回において本番中に参加希望アンケートをとるイベントは「赤坂5丁目!ミニマラソン」のみになっていた。その「ミニマラソン」のアンケートも2018年春以降はCM中に取っており、視聴者がイベント参加アンケートの様子を視聴することは一時期できなくなっていたが、2020年秋以降のコロナ禍での開催ではミニマラソンは解答者とは別のメンバーが事前に選出され参加しており、2021年秋以降は参加希望アンケート→マッチメイクの流れで行われたイベントが復活している。また2023年春以降はのミニマラソンに関しても事前選出の参加者に加える形で解答者に参加希望アンケートが行われるようになった。
※非常に多いため、一部のみ記載。

### 現在行われている主なイベント
赤坂5丁目!ミニマラソン
1993年春に「赤坂5丁目ミニマラソン」としてスタート。TBS放送センター周辺の特設コースを使い、数十名がハンデ付きのミニマラソンで競走する。2023年春からはゲストに加えて解答者からも数名が参加し、他の解答者は誰が優勝するかを予想する。

重圧（プレッシャー）アーチェリー!
2014年春に「赤坂5丁目アーチェリー選手権」としてスタート。全日本アーチェリー連盟（2022年春は渋谷アーチェリー）の完全監修と完全協力のもと、主に新ドラマの俳優陣がアーチェリーに挑戦する。点数は最低の0点（2015年秋はマイナス300点）から最高の1000点（500点の真ん中の0の穴、2025年春はその中心に当てると100万円獲得）までとなっており、2射の合計得点で決める。優勝者には番組から焼肉弁当が差し入れされる。合計得点が同点の場合には、1射のみのサドンデスを行ない、より高得点を取ったら勝ち（もし、同得点の場合には、中心により近い人が勝利）を行なう。的までの距離は7メートル（2016年春のみ10メートル）。進行状況によっては、2位を決める延長戦が実施されることもある。

卓球対決
2021年秋に「オリンピックメダリストの強烈サーブを打ち返せ!」としてスタートし、タイトルは回によって異なる。主に新ドラマの俳優陣が、東京オリンピック金メダリストの水谷隼や女性選手（2023年春 - 2024年秋）によるサーブの打ち返しに挑戦する。2022年秋から2024年秋までは司会の今田が挑戦者側のハンデを決めていたが、2025年春ではハンデが廃止され、代わりに1球でも打ち返せば100万円獲得となるルールに変更された。

### 過去の主なイベント
赤坂5丁目ミニ駅伝

大相撲 赤坂（Gスタ・Bスタ）場所
1993年秋から2000年春まで放送。当初は4人のトーナメント戦だったが、1994年秋からは事実上（横綱といわれる）チャック・ウィルソンと藤原喜明のガチンコマッチになっていた（当時のコーナー名は「大相撲Gスタ場所」で、1995年春からは「大相撲Bスタ場所」）。行司は、1994年秋までは蔵間竜也、蔵間の没後1995年春から1997年は桂邦彦プロデューサーに交代。1996年秋・1998年・1999年は休止していた。2000年秋から行われなくなるが、後に発展形の「ぬるぬる大相撲」が行われることとなる（後述）。

赤坂5丁目水泳大会
1994年春から1997年春に、TBS放送センターの隣にある赤坂パークビルディングにあるスポーツクラブのプールを貸切り、開催された水泳のレース。井上晴美や梶原真弓が得意としていた。実況は小林豊。1998年春では赤坂5丁目ミニトライアスロンの中で行なわれた。1998年秋では水中短距離走で行われた。

赤坂5丁目短距離走 → スプリンターズステークス
マラソンが苦手な芸能人を対象に行われた大会。1994年秋の第1回は、出場者への事前告知なしに、傾斜のきつい坂道「ハートブレイクヒル」を登る短距離走だったため、出場者からブーイングが起こった。1995年春から1996年春まではTBS旧社屋跡地にコースを造って行われた。1994年秋に出場した相楽晴子は「後ろにお巡りさんがいないと走れない」と言ったため、1995年春では、警官の扮装をしたエキストラに追いかけられながら走ったが、結局レベルの高さに屈してしまい敗れる。1995年秋では通常の短距離走が行われた後に、2人1組による番組対抗のスプリントリレーも行われた。1996年秋では、「外濠公園総合グラウンド」で開催された。1999年春からは舞台を大井競馬場に移し、ゲートの中からダートコース100 mを疾走した。さらにタイム上位の選手8人は、サラブレッド（的場文男騎手騎乗）と対決するレース、「人馬対決マイルチャンピオンシップ」に出場できた。なお2000年春はスプリンターズステークスを行わず、事前に選抜された選手8名で人馬対決マイルチャンピオンシップが行われている。
2010年以降は最初のイベントとしてスプリンターリレーやばんえい競馬対決、象対決などの短距離対決が行われていた。
2017年秋、2018年秋は心臓破りの坂を使い、芸能人と東大王との早押しクイズ対決が行なわれた。

赤坂5丁目自転車レース
1997年秋に初登場。TBSのスモールハット前をスタート地点とし、心臓破りの坂の頂上がゴールというコース。男性は一般的な自転車（通称・ママチャリ）、女性は電動アシスト自転車を使用。決勝レースでは、男女の距離のハンデに加え、競輪選手の場合は重量のハンデを背負う事となる（20kgの米袋など）。
2002年秋では、タンデム自転車を使ったレースを開催した。

赤坂5丁目やけくそマラソン
1997年秋の大会および1998年春の大会で実施。1997年秋は番組最後に放送され、番組終了10分前前後から番組終了にかけて行われた。1998年春は「赤坂5丁目ミニマラソン春のデビュー戦」と題し、番組最初に放送された。コースは1997年秋・1998年春共に心臓破りの坂の頂上からスタートし坂を下り、スモールハットを折り返して坂を上がり、Bスタに戻るという形式。第13回は優勝賞金が50万円、2位は10万円、3位は5万円、4位以下の選手も番組終了までに帰ってくれば1万円がもらえた。第14回は優勝賞金が30万円、2位は20万円、3位は10万円、4位は5万円、5位は3万円、6位〜10位は1万円だった。出場資格は1997年秋が賞金が0になってしまった解答者、1998年春はミニマラソンに出場経験のない解答者。

人馬対決! マイルチャンピオンシップ
大井競馬場にて人間8人（1999年と2000年秋はその前に行われたスプリンターズステークス上位8人、2000年春は事前に選出済み）対大井競馬場所属の競走馬とのレース、距離は1604mで人間は1人あたり200 mをリレーで走る。
戦績は人間が3勝、馬が1勝している。2000年秋では的場騎手が落馬してしまい、人間の勝ちとなった（ケガ人はなし）。
2011年春には第40回記念として復活する予定だったが、東日本大震災により取りやめとなっている。
実況は杉本清が担当。解説は1999年春と秋は大川慶次郎であったが、同年12月に死去したため、2000年以降は当時スポーツニッポン競馬記者だった諸星由美に交代した。
2012年春にはばんえい競馬のばん馬を用いて実施、結果は人間0勝、馬2勝だった。
2019年春、競馬場で行う人馬対決としては19年振りに復活。ただし実況は杉本ではなくなった。青山学院大学・現役陸上部員4人（飯田貴之・新号健志・生方敦也・鈴木塁人）との対決として実施、競走馬はJRA所属時にオープン競走勝ちのあるドラゴンゲート号が出走した。結果は人間（青学大陸上部員）の勝利であった。

赤坂5丁目綱引き選手権
初登場は2001年春。当初は綱引きの女子世界チャンピオンである大分コスモレディースTCが登場し、芸能人やプロレスラーと戦ったが、「（プロレスラーを大勢入れても毎回タレントチームが負けているため）コスモレディースの勝ちがみえみえ」なことを理由に、2004年秋はお笑い芸人「東」・「西」に分け戦った。
その後行われなくなったが、2011年春に40回を記念して復活した。この時はマドラーズ大阪TCと格闘家軍団が対決した。2012年秋に再び復活。マドラーズ大阪TCと『炎の体育会TV』チームが対決。結果は体育会TVチームが勝利を納めた。

赤坂5丁目大サーカス・超人クイズ
休憩の次のピリオド前に行われるパフォーマンスショー。2001年秋開始。毎回有名サーカス団や雑技団を呼び、解答者の目の前で演技する。このパフォーマンス自体からもクイズが出題され、パフォーマンスの構成要素（参加人数など）がお題となる。2009年秋の感謝祭では、シルク・ドゥ・ソレイユのパフォーマンス披露中に、紳助が客席の東京03に詰め寄るシーンが映し出され、出演していたオール巨人が自身のブログ内でこの件について語るなど、ネット上で物議を醸した。東京03は以後本番組には一切出演していないが、事あるごとにこの一件を自虐ネタとして扱っている。
主な出演パフォーマンス集団は中国雑技団（中国）やシルク・ドゥ・ソレイユ（カナダ）など。

赤坂5丁目F1グランプリ
2003年春秋・2004年春に行われた女性限定のF1カートレース。コースはミニマラソンコースの一部を使用して行われ、各予選レース1位の選手が特別招待選手の出場する決勝戦に進出できた。特別招待選手は2003年春が司会の紳助、2003年秋が土屋圭市、2004年春が片山右京。
2011年秋には赤坂5丁目カートグランプリとして復活。男女混合（体重ハンデ無し）で特設コースを1台ずつ走り、そのタイムを競うタイムアタック形式で行われた。この中で、女性として唯一出場した南明奈が圧勝、その走りがネット上で話題となり、YouTubeでは放送後わずか3日で再生回数が120万回、権利者削除されるまで最終的に300万回を超え、日本国外版のYouTubeにも紹介されるなど大きな話題となった。

赤坂5丁目モトクロス選手権
再開発工事に伴い土砂となっていた旧社屋跡地にて2004年秋、2005年春ともに開催。特製のモトクロスバイクに乗り特設コースを2周する形で行われた。このイベントは男女関係なく参加できたが、体重の軽い女性が有利で、特に岩佐真悠子は2回とも上位入賞を果たしている。なお、優勝は司会の紳助（2004年秋・シード）、保阪尚希（2005年春）。

ぬるぬる競技
ローションを使った競技で、2005年秋に「赤坂5丁目人間カーリング」として初登場。この時はカーリング役の出場者を、他の2人の出場者が滑らせ、半円状のゾーンに入れて賞金を獲得するというルールであった。2006年春にもこの企画は行われたが、通常のカーリング競技と同じルールで行われた。
2006年春からはローションが塗られた土俵の上で相撲を行う「ぬるぬる大相撲」として登場。行司は西川きよし。初回はトーナメント方式で行い、元力士のHIRO（安田大サーカス）を倒した河本準一が「ぬるぬる王子」として以降の回でレギュラー出演する。2008年春からは小川直也率いる格闘家軍VS河本率いる芸人軍との対決。非力な芸人が格闘家に劇的な勝利を収めるなど、幾多のは勝負を生み出した。番組ラストに行われる場合は終了後もセットはそのままで出場者もセット上に待機しているため、ぬるぬる後に終盤で1〜2ピリオド行われる場合はぬるぬる出場者は参加できない。行司の西川きよしは回によっては参加しないが、参加する際は行司の格好のまま参加する。
ミニマラソンと並ぶ名物企画となり、セットチェンジの都合上、ミニマラソンの後で休憩の前に行われるか、あるいは番組ラストのコーナーとなる。2019年春以降「就寝で見ることができない子ども達のために」という理由から19 - 20時台に実施されている。
2008年春の大会で河本が右肋骨を骨折、2008年秋のみ「人間ハンマー投げ」に切り替えた。また、2012年秋は新企画の「ぬるぬるビーチフラッグ」が行われ、以降相撲形式で行われたのは2013年秋のみ。
2016年秋以降は、「ぬるぬるトレジャーハンター」としてリニューアル。男女それぞれの芸人を中心としたメンバーによる2レースで行われ、ローションが塗られた階段を昇り、頂上にある賞金の目録をとった人が優勝となる。中でも女子レースでは芸人以外で唯一出場した鈴木奈々が開脚しながら滑り落ちるという荒技を見せ「ぬるぬる女王」として君臨した。2017年秋から男子レースは廃止され、女子レースのみとなった。『SASUKE』などでお馴染みのそり立つ壁や、ハイパーぬるぬる発射、CO2ガス発射などの新しいトラップがほぼ毎回追加されている。
2020年秋以降は新型コロナウイルスの感染対策を行う上で『3密』を避ける必要性があるため、当企画の実施は見送られた。2022年秋の『後夜祭』にて特別ルールを加えたうえで復活した（後述）が、『感謝祭』では新型コロナが5類に移行した後も実施されていない。

TBSイントロクイズ
2015年春の序盤、開局60年記念ピリオドとして行われたクイズ。TBS系列で放送された歴代番組で使用されたBGMや主題歌を聴いて、その音が使用されていた番組名を代表者が早押しで解答する。司会の今田と有村（和歌子の代理）が『TBSイントロ GO!』とコールすると、問題となる音楽が流れる。解答者は各解答者席ブロックから1名が代表として選出され挑戦。優勝者が属するブロックの解答者全員で賞金20万円を山分けする。問題数は12問。後半は3倍、ラスト問題は5倍。

赤坂5丁目本物だぁ〜れ? → 一流芸能人の演技を見破れ クイズホンモノだぁ〜れ!?
初期は登場した5 - 6人のうち本当に超人技ができる人を当てるものだった。
後に俳優・女優の演技にスポットを当てたイベントに変更。まず主に俳優・女優等の出演者4 - 6人のうち、1人だけが超激辛料理を、残りは通常の辛さの料理を食べ、あたかも全員が激辛料理を食べているように演技する。解答者はその演技を見て誰が激辛料理を食べたのかを予想しキーパッドで解答、一番指名数が多かった人を「スタジオの予想」とした。その予想が的中したら解答者全員で、的中しなかった場合は演じた4 - 6人で賞金を山分けした。
その後、解答のルールが変更され、解答者から選出された4名程度が解答者の代表として、激辛料理を食べた人を予想し口頭で解答する。残りの解答者はその代表者が指名した人が正解かどうかをキーパッドで解答する。

ギャグ攻撃に耐えろ! 豪華女優（俳優）陣VS人気（ギャグ）芸人!
2020年秋から2022春まで実施。3人の女優・俳優と3組のお笑い芸人が1組ずつ対戦していく。制限時間内にお笑い芸人がギャグをし続けて、女優・俳優を笑わせることが出来たらお笑い芸人の勝利。反対に女優・俳優がお笑い芸人のギャグに笑わずに耐えられたら女優の勝利となる。

集中力イライラタイムレース!
2022年秋から2024年秋まで実施。主に新ドラマの俳優陣が集中力を試される競技にリレー形式で挑戦し、全競技クリアまでの合計タイムを競う。全チームが失敗に終わった場合は、成功者が出た最後の競技までの合計タイムで競うことになる。

### 過去の主な企画
休憩タイム
放送時間が5時間となった1992年秋から2018年秋までの27年間、番組中盤には主に15分程度の「休憩タイム」が用意されていた。会場横のテレビ局舎・Gスタジオロビー（1993年春 - 1994年秋）→A・Bスタジオ入口前の共通ロビー（1995年春）→放送センター・Aスタジオ（1995年秋以降）に屋台を設置しており、解答者が全員Aスタジオへ移動し、料理・会話等を楽しんだ。休憩はミニマラソンの後になることが多い。また、休憩前には必ず紳助→今田と和歌子が「コンピューターが故障するので、スタジオ内には絶対に食べ物・飲み物は持ち込まないように」という注意喚起が行われていた。
休憩タイムが設けられた1992年秋は出場者のアンケートを元にTBSに近い赤坂の飲食店（ロッテリア・叙々苑・アマンド）へ、生放送中に紳助自ら電話をかけて出前を取る方式だったが、視聴者のいたずら電話によるトラブルがあったため1993年春からはGスタジオ入口前のロビーにTBS側でそば・寿司・カレーライスなどの軽食を出す形になった。変わったところでは1994年春など『ウォッチャー』から出場していた周富徳らがオリジナル料理を振る舞う回や、1997年秋には有料コーナーとしてキャビア（解答者には事前に予告されなかったため、食べた解答者は休憩明けに5万円を没収された）、1998年春にも有料コーナーとして特上寿司、1998年秋にも有料コーナーとして特上寿司と高級マツタケを提供するスペースも登場した。90年代末期から2000年代に入ると全国の有名店の豪華料理が並ぶようになり、回によってはマッサージチェアなど出場者が休めるサービスもあった。
休憩時間中は食事・会話の風景と並行して、改編期の新番組・レギュラー番組の宣伝VTRが流されていた。レギュラー番組の場合は『クイズまるごと大集合』の名残で次回の予告ではなく、『感謝祭』用に制作したパロディなど凝った内容のオリジナルVTRが流されていた。新番組も同様の形式をとることが多かったが、ドラマに関しては通常の新番組予告になる事もあった。なお、前述の通り初期はこの休憩ではなくCM明けの放送だった。2000年代以降は宣伝VTRも近日に放送する内容や通常の番宣CMに近い形式をとるようになり、凝った内容は無くなっていった。
地上デジタル放送の双方向で参加している視聴者は、休憩開始時に番組開始時点から休憩開始時点までの成績を送信する。集計が終わり次第、休憩中にピリオド終了時点で通知される内容とともに、全国視聴者ランキングの中間順位がデータ放送を通じて個別に通知される。成績はいずれも休憩開始時点のものが通知される。しかし2014年以降はデータ放送独自のルールで「予選落ちなし」「不正解になっても次の問題に解答できる」などスタジオルールと大幅に異なるルールのため、従来のようにデータが個別に通知されるシステムは消滅した。なお、2019年春以降は休憩タイムが完全廃止となっている。但し、一部を除く出演者はミニマラソンの最中に休憩を摂ることがある。

クイズ! ○○国民投票!
2002年春から不定期で行われていたコーナー。開始当初のコーナー名は『クイズ3000人に聞きました』。2010年秋からこのタイトルで放送。○○には「ケータイ」や「ナマ」が入る。解答者の中から4人が選択肢となり、視聴者は携帯サイト（2014年春以降はデータ放送）で投票、会場の出場者はキーパッドで誰が1位になるのかを予想する（例：会場にいる4人の名前が和歌子（2014年秋は榮倉、2016年春はVTR）から発表され、この中で1番後輩に厳しそうな人は誰か、など）。
原則このクイズは賞金山分けクイズとなり、正解数が最多の人で賞金を山分けするが、ピリオドクイズとして実施されることもある。2016年春は1つのピリオドとして実施されチャンピオンを決定したが、予選落ちは無く、正解数が最多の人の中から回答タイムが最短の人をチャンピオンとした。
また、2014年春から2015年秋まではこの企画内で新CMの出演者を決める生公開オーディションが行われた。2014年春・カップヌードル（やしろ優）／2014年秋・ロッテリア（ざわちん）／2015年春・JRA（具志堅用高）／2015年秋・ライザップ（森永卓郎）、（）内は選ばれた解答者。

ビートたけしの乱入ピリオド
紳助が司会を降板した第41回（2011年秋）から第45回（2013年秋）まで実施。
初回は第41回（2011年秋）、MCが淳から東野に代わった直後の最初のピリオドの開始直前に登場し、告知なしの正真正銘「突然の乱入」であったため会場は騒然、更にたけしがマニアックなものや下世話な自作の問題を出題し、その中には答えがないものや、答えが3個あるものまであったため、3回全員復活となるなど暴走し、以降4回続けて恒例となった。第42回以降はその時期に起こったニュースで話題になった人物に扮装する。また、解答者常連のたけし軍団のメンバー（ガダルカナル・タカ・つまみ枝豆・ダンカン・三又又三・井手らっきょ）やダチョウ倶楽部（肥後克広・寺門ジモン・上島竜兵）がたけしにツッコミを入れ、松村邦洋は自身の持ちネタであるたけしのモノマネをすることもお決まりである。2012年春・2012年秋では、爆笑問題（田中裕二・太田光）も乱闘に参加した。

大逆転（大大逆転・大大大逆転）ピリオド
第43回（2012年秋）から第50回（2016年春）まで実施。番組終了間際に、予選落ちの失格無しで1問正解する毎に2倍の2問分のポイントが入るピリオドとなる。初導入の2012年秋のみ、チャンピオンになるとボーナスクイズなしで賞金が2倍の30万円獲得できる。さらに、ポイントが3倍の3問分になる「大大逆転ピリオド」や、ポイントが4倍の4問分になる「大大大逆転ピリオド」と続くことがある。第46回（2014年春）以降は実施しない回もある。第50回（2016年春）は最終ピリオドとなったPeriod7で実施され、1問正解するごとに2問分のポイントを加算したが、通常ピリオド同様、予選落ちの失格とチャンピオン決定が行われた。
大逆転ピリオド開始前に、ここまでの中間成績ベスト20（第45回ではチーム中間成績ベスト10）を発表したり、大逆転ピリオド開始から途中までベスト10の順位の途中経過を1問ごとに表示したりする場合もある。

## コール
大人数の解答者を相手にクイズを進行させるため、一斉に物事を行ったり連絡したりするために、独特のコールが多数用いられる。なお、このコールは版権元であるCelador Productionsの番組フォーマットとは関係ない。長年にわたり、司会の2人によるコールで行われていたが、2014年秋以降は、司会の2人ではなくナレーターと事前収録による問題VTRに出演している芸能人にReady Go!のみをコールさせる現象が起きている。
全員Stand Up!（スタンドアップ）
ピリオドを開始するときに宣言される。それと同時に、解答者のランプが一斉に点灯する。一時期、別の仕事で未着となっている人やイベントの参加で離脱している人の座席には解答権を付与せずランプが点灯しなかった。これは、自分のボタンを押した後に不在者のボタンを押して予選落ちを逃れるという反則が見られるようになったためと推測される。ただし、2016年春以降は不在者にも解答権が再び付与されている。2000年代に入ってからはこのコールと共に毎回解答者から歓声や拍手が起こっている。
Ready Go!（レディ・ゴー）
問題やアンケートの解答を開始するときに宣言される。このコールから個人が解答を確定するまでの時間が解答所要時間となる。2014年秋以降は一部のピリオドで、このReady Go!のみ司会の2人ではなくナレーターや問題VTRに登場している芸能人がコールをするピリオドも存在している。
Answer Check!（アンサー・チェック）
解答時間が終了し、実際の解答分布を確認する際に宣言されるコール。賞金山分けクイズ（ギャンブルクイズ）の時には、これの直後に「配当金もご覧下さい」が付け足される。なお、早押し多者択一クイズ（原則として4択クイズ）の時は、これの直後に「正解はこちら！」が付け足される。
まずはこちらをご覧（お聞き）下さい。
絵（動画）の問題、音楽の問題をはじめるときの定例句。しかし、見聞きした内容が問題と直接関係ないオチがあることもしばしば。音楽の問題では手拍子が沸くことがある。問題によっては、「まずはこちらをよーくご覧（お聞き）下さい」となることもある。
この問題は○秒でお答え下さい。
制限時間は通常10秒、ボーナスクイズは15秒だが、問題によっては5秒や20秒の場合があり、そのときに出題効果音の直後に何秒か宣言される。2007年春以降は、ひとつのピリオドにまとめる傾向があり、「このピリオドは」とアナウンスしている。
この問題には答えが○つあります。
4者2選択や5者3選択などの複数正解問題において、このコールが宣言され、正解を全て押した解答者は、生き残ることができる。これの直後に、「◯つすべて押してください」が付け足される。
正解者○○名、○○円、お手元のランプが付いている方、お持ち帰り下さい。
賞金山分けクイズ（ギャンブルクイズ）の正解者に山分けの獲得賞金額が宣言される。
過去には、ボーナスクイズをチャンピオンが失敗したときに正解者の山分けの獲得賞金額が宣言された。なお、司会者側の画面にはチャンピオンの正解可否にかかわらず山分けになった場合の人数と金額が正解発表前に表示されていた。
現在はボーナスクイズ・賞金山分けクイズともに廃止されているため、このコールは行われていない。
鐘が鳴りました!
そのピリオドの最終問題を知らせる鐘が鳴った直後に、このコールが宣言される。
ちなみに、そのピリオドの最終問題を知らせる鐘が鳴るタイミングは、そのピリオドの最終問題が出題され、Answer Check!が宣言される前で鐘が鳴る。

## スタッフ
2025年春
- プロデューサー：加藤丈博（2022年春 - 、2019年秋は編成、2021年春,秋は担当プロデューサー）/ 山家稔貴（2024年秋 - ）、麻生邦浩（2024年春 - ）
- 総合演出：田村裕之（2025年春 - ）
- 制作協力：TBS SPARKLE、UNITED PRODUCTIONS、JUMP、てっぱん、neo、吉本興業
- 制作：TBSテレビコンテンツ制作局バラエティ制作一部・二部
- 製作著作︰TBS

過去のスタッフ
- プロデューサー：田代秀樹（1999年春、1998年秋は演出スタッフ）、塩川和則（2000年秋）、大木真太郎（2002年春、1997年秋は演出スタッフ）、高橋一晃（2002年秋 - 2005年春,2006年秋 - 2009年春）、篠塚純（2009年春 - 2013年秋(4代目)、2004年秋 - 2007年秋は総合演出）、小林弘典（2014年秋,2015年秋,2017年春、2014年春は協力プロデューサー）、渡辺英樹（2015年秋、2015年春は総合プロデューサー）、小杉菜穂子（2023年春、2022年春,秋は中継担当プロデューサー）、片山裕達（2023年春 - 2024年春）、時松隆吉（2022年春 - 2024年春、2017年春 - 2019年秋はプロデューサー、2020年秋-2021年秋は担当プロデューサー）
- 総合プロデューサー：加藤嘉一（初代、1991年秋 - 2000年秋）、金原将公（2015年秋 - 2019年秋、※1999年秋は演出スタッフ、2014年春は協力プロデューサー、2014年秋・2015年春はプロデューサー）、成田雅仁（2020年秋-2023年春、2016年秋 - 2019年秋はプロデューサー）
- チーフプロデューサー（2012年春まで）：園田憲（2003年秋、1991年秋,1994年秋は演出スタッフ）、荒井昌也（2004年春 - 2007年春）、利根川展（2007年秋,2008年春）
- エグゼクティブプロデューサー（2012年秋 - 2013年秋）：安田淳（2012年秋 - 2013年秋、※1998年春 - 1999年春は総合演出、2000年秋 - 2008年春は2代目プロデューサー、2008年秋 - 2012年春はCP）、江藤俊久（2012年秋 - 2013年秋、※1994年秋 - 1996年春・1997年春 - 1997年秋はフロアディレクター、2008年秋 - 2012年春は3代目プロデューサー）
- 総合演出：鈴木康正、小玉滋彦（1992年秋,1993年秋,1995年春 - 1997年秋）、遠藤宗一（1999年秋 - 2004年春、1998年春は演出スタッフ）、神尾祐輔（2008年春 - 2011年秋,2014年秋,2015年秋）、伊藤雄介（2012年秋、2002年春,2003年春,秋は演出スタッフ）、大松雅和（2013年秋）、高岡滋紀（2014年春）、平野亮一（2016年秋 - 2022年春）、高岡猛（2022年秋 - 2024年秋）
- 制作協力︰創映企画、BMC、BIC、Flags、JOP、ダイジョブズ、HANG OVER、創都、シリアス、第2学区、カムチェック、TRIM、TIX'E、D:COMPLEX、TV BOX、UTY、Gothic、FAT TRUNK、Cast Company、IVSテレビ制作、日式、やんかわ商店、MBS企画

## ゲーム
- 2003年には、PlayStation 2用のテレビゲームソフト『TBSオールスター感謝祭 Vol.1 超豪華!クイズ決定版』と後継版『TBSオールスター感謝祭2003秋 超豪華!クイズ決定版』がハドソンから発売された。
- 2004年には、テレビに接続して遊ぶ体感アトラクションゲーム『オールスター感謝祭 超豪華!クイズ決定版 赤坂5丁目体感スタジオ!』がエポック社から発売された。

## ミッドナイト感謝祭! もってけダービー'14春

### 概要
『オールスター感謝祭'14春』の放送翌日未明（当日深夜）に生放送されたオールスター感謝祭初のスピンオフ番組。パソコン・スマートフォンを使い視聴者がプレゼントを賭けて予想を行う。
参加登録時にそれぞれ1万ポイントが支給。8組が出場する各レースにおいてそれぞれ「シングル（単勝）」「トリオ（3連単）」を100ポイント単位で3口ずつ予想できる。的中すればシングルの場合は番組が事前に定めたオッズ×賭け金が、トリオの場合は一律100倍の配当が得られる。各レース後に獲得したポイントを使ってスポンサーから提供される賞品の抽選に参加することができ、その場で当選者が発表される。また、各レース後にスポンサーからのアンケートに答えることで救済のボーナスポイントが支給される。

### レースの内容
女性100人に大調査!ボウリングでペアになりたくない芸人ダービー
ラウンドワン横浜西口店前で女性100人に対し芸人8名の中から「絶対にボウリングでペアを組みたくない人」を選んでもらう。99人目までの選択人数を元にオッズを決定し、100人目の女性が1位から8位を決定。その人の1位もしくは1位から3位を当てる。
アニメ好き外国人対抗!アニソンイントロダービー
アニメソング好きの外国人と成田童夢によるイントロクイズ対決を行い、その順位を当てる。
名門8大学対抗!ガチンコ早押しクイズダービー
1チーム3人による8大学（東京大学・早稲田大学・慶應義塾大学・中央大学・一橋大学・東京工業大学・千葉大学・お茶の水女子大学）対抗のタイムレース早押しクイズ対決。1ラウンドごとに下位2校が脱落し順位が確定。最終的な優勝校（1位）か1 - 3位を当てる。
ご当地アイドル相撲 春場所
ご当地アイドル8グループの代表者による相撲対決。トーナメント（3位決定戦も実施）で行い、優勝者もしくは1 - 3位を当てる。
おじいちゃん対抗 スリックカートグランプリ
おじいちゃん8人よるスリックカート対決。まずタイムトラックを行い、その順位によって4人ずつ2グループに分かれる。予選は4人中上位2人が決勝進出。勝ちあがった4人で決勝レースを行い順位を確定する。
外国人スナック店員対抗!カラオケ歌うまダービー
外国人スナック店員8人が得意な曲で採点カラオケに挑戦。最高得点を出す1位か1位から3位を当てる。

### 放送日時
- 2014年3月30日0:58 - 3:58（29日深夜）

### 総合司会
- 田村淳（ロンドンブーツ1号2号）
- 吉田明世（当時TBSアナウンサー）

## オール芸人お笑い謝肉祭'16秋

### 概要
『オールスター感謝祭2016秋』の放送翌日の2016年10月9日に放送されたスピンオフ番組。「『オールスター感謝祭2016秋』に出演できなかったり、出演しても全く目立てなかった芸人の救済」という名目の、10名×4チーム（計40人）に分かれた芸人たちによる体を張ったクイズバトル番組。内容は『ビートたけしのお笑いウルトラクイズ』を彷彿とさせる過激な代物で、参加者の下半身が露出されるシーンが多かった事などのため、後日に放送倫理・番組向上機構の青少年委員会の審議対象になっている。

### クイズの内容
クイズ!WOOシュレット早押し
各チームのメンバーの一人が解答者としてレール上の解答台に乗り、それを他のメンバーが後方からの放水車の放水で押して前進させ、25 m先の早押しボタンを押しに行く早押し4択クイズ。ボタンの手前には「コーモン破りの坂」という上り坂がある。
熱海の海にジャンピング4択
各チームのメンバーの一人が解答者として海面に浮かんだ巨大なフロートマットの端に立ち、スタントマンが飛び込み台からフロートマットへ飛び降りた反動で海上へ跳ばされ、海面に設置された正解の選択肢の枠内に着水できれば1ポイント獲得できる。また特別ルールとして、跳ばされた時のフォームなどに応じた芸術点が与えられる。
パラシュート鼻フックイントロ!
早押しで曲名を当てるイントロクイズだが、参加者はパラシュートにつながった鼻フックをつけた状態で、前方の巨大扇風機からの強風に耐えつつ早押しボタンを押しに行かなければならない。
大声厳禁 サイレント風呂
宿舎の大浴場内に「座ったら壊れる椅子」など、つい大声を出したくなるトラップがたくさん仕掛けられている。一定以上の音量の声を出すと大声と判定され、一番大声の回数が多かった者の所属チームがマイナス1ポイントとなる。
内緒で対決!勝手にダービー
各チームの代表者が他のメンバーに内緒でチーム対抗レースに参加し、優勝者の所属チームに1ポイントが与えられる。
- 赤坂5丁目ミニマリサン：本家のミニマラソンの舞台である心臓破りの坂で、300万円が入っているというADマリさんのバッグを奪ったひったくり犯（猫ひろし）を追いかけて捕まえるまでのタイムを競う。
- 謝肉祭事前レース もっと食えよフードファイト：偽番組の製作発表会後の司会者・草野仁との食事会という設定で、草野が注文した料理をどれだけ食べられるかを競う。
- 谷間チラ見ダービー：偽番組の打ち合わせと称してカフェに呼び出された代表者が、店内にいる巨乳の谷間を露出したウェイトレスなどをどれだけチラ見せずに耐えられるかを競う。この競技のみ一番チラ見をした者の所属チームがマイナス1ポイント。

心霊ツッコミバトル
廃校で行われる肝試しのおかしな部分にツッコミを入れていき、その芸術点を競うコーナー。主にコンビのツッコミ担当が参加した。最後に石橋が10点満点で評価し、その得点がチームのポイントになる。
心臓破りのぬるぬる坂クイズ
内容としては本家のぬるぬるトレジャーハンターに近いコーナー。ローションが塗られた階段を登って頂上にある4つの選択肢の扉を目指し正解の扉に入るという4択クイズだが、足の引っ張り合いで服を脱がされた者が多発した。
1000万円クイズ
優勝チームのボーナスクイズ。チーム全員でローションが塗られた階段を登り、最初に登り切り正解の扉に入った者が賞金（最高1000万円）をもらえる。制限時間は100秒で、1秒経過するごとに賞金が10万円ずつ減っていく。

### 放送日時
- 2016年10月9日18:30 - 21:54

### 総合司会
- 石橋貴明（とんねるず）
- タカアンドトシ（タカ・トシ）

### 進行
- 笹川友里（TBSアナウンサー）

### アナウンサー
- 実況：杉山真也（TBSアナウンサー）
- リポーター：宇垣美里（TBSアナウンサー）

### スタッフ
- 総合演出：神尾祐輔
- プロデューサー：江藤俊久、中鉢功

## オールスター後夜祭

### 概要
2018年春以降、『オールスター感謝祭』（以下、『感謝祭』）の放送翌日0:58 - 2:58（当日深夜。TBSの編成の都合での繰り下げがある回もある）にセットをそのまま流用して放送されている生放送スピンオフ番組。『クイズ☆タレント名鑑』『水曜日のダウンタウン』などを手がける藤井健太郎が総合演出を担当。『感謝祭』の派生番組はこれまで単発のみであったが、当番組は2回目以降も放送されている。
前述の通り『感謝祭』は2023年春に番組タイトルロゴを変更したが、『後夜祭』の番組タイトルロゴは2023年春以降も本家『感謝祭』の初代番組タイトルロゴをアレンジしたものが採用されている。
クイズピリオドが7 - 9ピリオド・イベントが3つ・通し企画（2018年秋 - 2019年春、2023年春）・CM前にQカット選手権の構成で2時間の放送時間となっている。
総合優勝ではなく最下位を決める番組であり、最下位になった者には「ちょっとした罰」が執行され、また今後オールスター後夜祭に（解答者としては）二度と出演できず永久追放（出禁）となる。
解答者は、原則『感謝祭』にも出場したお笑い芸人（居残り組）と『後夜祭』から追加の芸人で固められており、それぞれの解答席に設置されている名札に関しては感謝祭からの居残り組はそのまま印刷された名札を使用するが、2019年までは『後夜祭』から出演する多数の芸人は手書きの名札を使用していた。お笑い芸人以外では芸人の家族、罰ゲーム執行人やイベントゲストとしてプロレスラーが出演している。
番組内ではパロディ企画が行われることがあり、2018年秋の最初のCM明けでは、この年の『キングオブコント』で優勝したハナコが本番前の挨拶に来なかったことに対して有吉が激怒するという、2009年秋の『感謝祭』で起きた事件のパロディも放送された。2019年春は生放送中に応援FAXを募集するという、『24時間テレビ 「愛は地球を救う」』のパロディ（本家でも1990年代に行われたことがある）が行われた。2023年春では逃走中のパロディ（元々は、タレント名鑑でも、「ギリギリ芸能人が逃走中」が何度か放送されていた）が行われた。

### クイズの特徴
本家『感謝祭』では見られなくなったひねった問題が多数出題される傾向にある。また、『感謝祭』では出題されないような芸能スキャンダルに関する際どい問題や、ゲームや漫画などにあるマニアックな知識を有する難易度の高い問題、悪意に満ちた問題が多い。また、「旧満州」、「ハリウッドザコシショウの誇張しすぎたモノマネ」、「THE 虎舞竜のロード」、「布袋寅泰」、『噂の!東京マガジン』、『クイズ!ヘキサゴンII』（ヘキサゴンファミリー）等に関する問題の出題頻度が高く、特に『ロード』に関する問題は2019年春までは丸々1ピリオドを使って出題されていた。同じく2019年からはSAKURAIの「どうしても伝えたいこと」ネタが丸々1ピリオドで出題されている（問題もマニアックな知識を有する難易度の高いものが多いが、本人考案か番組考案なのかは不明）。2021年秋には山本“KID”徳郁の家族に関する問題が丸々1ピリオドを使って出題された。

#### 基本ルール
『感謝祭』でクイズポイントが1問2Pに設定されていた時期においても『後夜祭』では1問1Pに設定されている。クイズピリオドは第9回まで第6回の1問のみ6択であったがそれ以外全て4択で回答時間は10秒と1996年秋までの本家のルールを忠実に守っている（第10回では当日本家感謝祭出た2択問題を2秒で答えるピリオドがありここでの成績が優勝争いに大きく影響した）。そのため、本家にあるようなランキングクイズや並べ替えクイズ、歌詞かくれんぼクイズといった派生クイズは一切出題されない。

#### 特殊なボーナスクイズ
2019年春以降は一部Periodで通常の並べ替え問題に変わってチャンピオンしか解答できない特殊なボーナスクイズが出題された。

#### 2019年春での問題
デスメタルチャンス
Period2で出題。デスメタルバンドが有名曲をカバー演奏し、その曲のタイトルを10秒以内に考え口頭で答え正解すれば10万円獲得。もともとは『クイズ☆スター名鑑』のチャンスクイズからの流用問題。なお、チャンピオンが不正解だったため、有吉が他の解答者から「正解すれば10万円、不正解だった場合は退場」と明言した上で挙手制で解答を募った。そこで、ちゅうえい（流れ星）が名乗りを上げたものの不正解だった為、有吉から退場を宣告されその後番組に復帰することはなかった。
この人は誰でしょう?
Period7で出題。カルロス・ゴーンに変装した芸能人の正体(正解は羽田圭介)を10秒の間に考え口頭で答える。正解すれば10万円獲得。当初は「TBSを退社した順に並べ替える」通常の並べ替え問題だったが急遽問題が変更された（この問題は第4回で改めて出題された）。

#### 2021年春での問題
Period7で出題。美奈子の現在の夫であるプロレスラー時代の佐々木義人が高橋匡哉を挑発しているVTRの中で、彼が何を投げたのか(正解は玄関マット)を口頭で答える。

### 賞金・賞品
| 期間     | 期間     | 総合優勝 | ピリオド賞金 | ピリオド賞金   | 備考      |
| 開始     | 終了     | 総合優勝 | チャンピオン | ボーナスクイズ | 備考      |
| -------- | -------- | -------- | ------------ | -------------- | --------- |
| 2018年春 | 2018年春 | なし     | 5万円        | 10万円         | [ 注 40 ] |
| 2018年秋 | 2018年秋 | なし     | 5万円        | 10万円         | [ 注 41 ] |
| 2019年春 | 2019年春 | 5万円    | 5万円        | 10万円         | [ 注 42 ] |
| 2021年春 |          | 5万円    | 1万円        | 5万円          | [ 注 43 ] |

### 出演者

#### 総合司会
- 有吉弘行
- 高山一実

#### アシスタント
- 鳥住奈央[52]、清水あいり[53]（2018年春）
- 五十嵐みさ、佐野水柚（2018年秋）[54]
- 小島みゆ、小林礼奈（2019年春）[55]
- 近藤みやび[56]、葉月美優[57]（2021年春）
- 櫻田愛実[58]、横田りか[59]（2021年秋）
- 熊田曜子、美月絢音（2022年春）[60]
- 樹智子[61]、櫻田愛実[62]（2022年秋）
- 海里、辻りりさ（2023年春）[63]
- 佐々木萌香、鞠奈（2023年秋）[64]
- 小森ほたる[65]、坂元誉梨[66]（2024年春）
- 藤渡小百合、弓川いち華（2024年秋）
- 石垣果蓮、五木ゆうり（2025年春）

#### 2021年秋 クロちゃん特別ルール
- 団長安田[67]

### 各回の放送概要
これまで12回放送され、12人が最下位による永久追放（出禁）になっている。
2019年秋は本家の感謝祭放送後に世界陸上の中継があったため事前に休止が発表、2020年は新型コロナウイルス感染防止のため春秋とも休止となっている（後述）。
全編ローカルセールス枠で放送されているため、放送回によっては未ネットの系列局が一部存在する。
| 回 | 放送年 | 季節 | 放送日   | 放送時間              | 優勝者                                 | 最下位（永久追放）                                      | 解答者数 | 備考                                                     |
| -- | ------ | ---- | -------- | --------------------- | -------------------------------------- | ------------------------------------------------------- | -------- | -------------------------------------------------------- |
| 1  | 2018年 | 春   | 4月1日   | 0:58 - 2:58 （120分） | じゃい（インスタントジョンソン）       | 新道竜巳（馬鹿よ貴方は）                                | 160人    | あいテレビ・テレビ高知・大分放送を除く25局ネットで放送。 |
| 2  | 2018年 | 秋   | 10月7日  | 1:03 - 3:03 （120分） | 宮戸洋行（GAG）                        | 見浦彰彦（アイデンティティ）                            | 160人    | 宮崎放送を除く27局ネットで放送。                         |
| 3  | 2019年 | 春   | 4月7日   | 0:58 - 2:58 （120分） | 和賀勇介                               | ちゅうえい（流れ星） 野田クリスタル（マヂカルラブリー） | 156人    | 全国ネット                                               |
| 4  | 2021年 | 春   | 3月28日  | 0:58 - 2:58 （120分） | 屋敷裕政（ニューヨーク）               | みちお（トム・ブラウン）                                | 32人     | 全国ネット                                               |
| 5  | 2021年 | 秋   | 10月10日 | 0:58 - 2:58 （120分） | 関太（タイムマシーン3号）              | 平子祐希（アルコ&ピース）                               | 32人     | IBC岩手放送・宮崎放送を除く26局ネットで放送。            |
| 6  | 2022年 | 春   | 3月27日  | 0:58 - 2:58 （120分） | 淡路幸誠（きつね）                     | 酒井貴士（ザ・マミィ）                                  | 32人     | 全国ネット                                               |
| 7  | 2022年 | 秋   | 10月2日  | 0:58 - 2:58 （120分） | 初瀬悠太（ななまがり）                 | ハリウッドザコシショウ                                  | 32人     | 全国ネット                                               |
| 8  | 2023年 | 春   | 4月9日   | 1:15 - 3:15 （120分） | 高木貫太（ストレッチーズ）             | 金子きょんちぃ（ぱーてぃーちゃん）                      | 64人     | 全国ネット                                               |
| 9  | 2023年 | 秋   | 10月15日 | 0:58 - 2:58 （120分） | クロちゃん（安田大サーカス）           | 河本太（ウエストランド）                                | 66人     | 全国ネット                                               |
| 10 | 2024年 | 春   | 4月7日   | 0:58 - 2:58 （120分） | すがちゃん最高No.1（ぱーてぃーちゃん） | バイク川崎バイク                                        | 88人     | 大分放送を除く27局ネットで放送。                         |
| 11 | 2024年 | 秋   | 10月6日  | 0:58 - 2:58 （120分） | 水川かたまり（空気階段）               | 木田（ガクヅケ）                                        | 85人     | 北海道放送・あいテレビ・宮崎放送を除く25局ネットで放送。 |
| 12 | 2025年 | 春   | 3月30日  | 0:58 - 2:58 （120分） | 谷拓哉（パンプキンポテトフライ）       | ヒコロヒー                                              | 86人     | 北海道放送を除く27局ネットで放送。                       |

### 歴史・変遷
2018年春、『オールスター感謝祭』の延長戦として初回が生放送。
2019年秋の放送は『世界陸上ドーハ』を中継するため休止となり、2020年4月4日は1年ぶりの放送になる予定だったが、新型コロナウイルスの感染拡大対策により、中止が発表された。2020年9月9日にはプロデューサーの藤井健太郎が秋の放送も中止になったことを明らかにしている。
2021年春は2年ぶりに放送された。本家『感謝祭』同様参加者が大幅に削られ、参加人数やピリオド賞金が今までの約5分の1になった。但し、『感謝祭』では2020年秋より廃止となった山分けクイズは継続された。また、予選落ちシステムも『感謝祭』とは違い継続されたが、解答者数が大幅に削減された為ピリオド途中にチャンピオンが決定したり、全員不正解などが頻発したりした。そして同回からは『感謝祭』同様に視聴者もデータ放送でクイズに挑戦することが可能となり、1位の視聴者には賞金50万円が贈られる。番組エンディングでは1位の視聴者と生電話でインタビューが行われるようになった。ただし、2022年秋は放送中に間に合わなかったため、放送後にその結果をTwitterで報告する形になった。
2022年秋のピリオド3では、本家でもなかった「3種類の問題をループで出し予選落ちだけで1人もしくは押し間違えた人で削っていき時間が許す限り繰り返す」という形式が登場し、それらの問題全ての答えである「板東英二」が一時トレンドに載るほどだった。結果的に14問目で鐘が鳴る時点で終了になったが、ここでの成績が総合成績に大きく影響することになった。
2023年春ではピリオド1の答えを当日朝の新聞のラテ欄に載せたり、意図的なハプニングを元にしたクイズ（見切れるスタッフ、一瞬お天気カメラの映像に切り替わる、誤ったSEが流れる、誤ったサイドスーパーが表示される、予め収録した怒号が流れる）や、TBSで流れたローカルスポットに関する問題（このピリオドはスタジオ解答者しか答えらなかった）など見逃し配信がないことを逆手に取ったクイズが出題された。そして視聴者向けクイズは2時31分頃を境に集計機能が壊れてしまう意図しないハプニングが起こりこの回では視聴者1位を決める企画が中止になってしまった。
2023年秋では前回集計機能が壊れてしまったこともあり視聴者向けクイズは開催されなかったがTVerでの見逃し配信が実施された。放送枠に収まらなかった罰ゲームのリアクションシーンが10秒程追加されている。
2024年春も同様に視聴者向けクイズは開催されなかったがTVerでの見逃し配信が実施された。
2024秋でもTVerでの見逃し配信が実施されたほか、U-NEXTでサブスクリプション配信が開始された（23秋、24春も順次配信）。

### イベント
本節において、下線が引かれている者はイベントゲストや実況として出演している（その回の解答者ではない）ことを示す。
全放送回共通
Qカット選手権
CMに入る際（Qカット）に指定された芸人のリアクションを有吉が10点満点で採点し、1番点数が高かった者には優勝賞金5万円が与えられる。各回の優勝者と、そのリアクション・点数は以下の通り。
| 回 | 放送     | 優勝者                         | リアクション                                               | 点数 | 備考             |
| -- | -------- | ------------------------------ | ---------------------------------------------------------- | ---- | ---------------- |
| 1  | 2018年春 | なかやまきんに君               | 「痛くない!パワー!!」                                      | 5点  |                  |
| 2  | 2018年秋 | 高木晋哉（ジョイマン）         | 「トム・ハンクス、セックス!（池谷和志「何だこいつ〜!」）」 | 6点  | [ 82 ] [ 注 52 ] |
| 3  | 2019年春 | グレート義太夫                 | 「なぎら（健壱）です。」                                   | 10点 | [ 83 ]           |
| 4  | 2021年春 | ハリウッドザコシショウ         | Qショットを口ずさみドラを鳴らし「あ？」                    | 7点  | [ 44 ]           |
| 5  | 2021年秋 | ハリウッドザコシショウ         | 誇張しすぎたコウメ太夫                                     | 8点  | [ 注 53 ]        |
| 6  | 2022年春 | たかし（トレンディエンジェル） | 納言・薄幸とのスマホの待受画面上でのキス画像               | 8点  | [ 注 54 ]        |
| 7  | 2022年秋 | 永野                           | 「1990年代のソロのころのXのTOSHIです」                     | 8点  | [ 注 55 ]        |
| 8  | 2023年春 | とにかく明るい安村             | 「ほら、足元は女子高生」                                   | 7点  | [ 84 ] [ 注 56 ] |
| 9  | 2023年秋 | レイザーラモンHG               | 「フィー!!」                                               | 7点  | [ 注 57 ]        |
| 10 | 2024年春 | 街裏ぴんく                     | 「女性経験多いですよー」                                   | 9点  | [ 85 ]           |
| 11 | 2024年秋 | 片岡鶴太郎                     | 「キューちゃん、おはよー」                                 | 10点 | [ 86 ]           |
| 12 | 2025年春 | 舘野忠臣（ネコニスズ）         | 風船を鼻ちょうちんに見立ててたぬき寝入り                   | 6点  |                  |

芸人たちの罰ゲームを見破れ!ホンモノだぁ〜れ?
解答者から選ばれた4人の芸人がザ・グレート・カブキから激辛毒霧を浴びせられ、他の解答者は4人の反応を見て本物の激辛毒霧を食らった者を当てる。正解者で10万円山分け。
全員つながったら73極円 160人連続母親テレフォン
元金100円から始まり、解答者から志願した者が実家に電話をかけて5コール以内に母親が電話に出れば成功となり、その度に金額が倍になる。これを途切れるまで続け、途切れた時点での賞金を解答者全員で山分け。全員が成功すると理論上は総額約73極円（100×2159≒7.3×1049）の賞金となる。結果として6人目の岸学（どきどきキャンプ）で失敗したので、1600円を160人で山分けとなり1人10円ずつ分配された。
ガチ相撲トーナメント2018春 後夜祭場所
『タレント名鑑』『芸人キャノンボール』からの流用企画。基本的なルールは『タレント名鑑』時代と同じ。下記の4人の参加者（解答者からの参加も1人あり）から優勝者を予想し、正解者で10万円山分け。
- 大砂嵐金太郎（元大相撲力士・西前頭筆頭） - サプライズゲスト。大相撲引退後、初メディア出演。
- ジョシュ・バーネット（総合格闘家、プロレスラー）
- ボビー・オロゴン（タレント）
- あかつ（芸人）
  - ボビーは本家の解答者、あかつは本家・後夜祭両方の解答者。

- 実況：伊藤隆佑（TBSアナウンサー）

あかつヒッチハイク企画
青森県青森市にいるあかつが「オールスター感謝祭2018秋」放送開始の18時30分からヒッチハイクでTBSに向かい「オールスター後夜祭'18秋」放送終了までにスタジオに到着できるかできないかを予想。正解者で10万円山分け。結果は、青森市であかつを乗せた男性がそのままTBSまで送り届け、『後夜祭』放送終了6分前に到着し、チャレンジ成功（正解者は68人）。運転をしていた眼鏡をかけた男性は顔出しNGとなっていた（後ろ姿のみ映された）。
目指せ1t 1分間体重ピッタリチャレンジ!!
司会者席前に置かれた体重計に60秒以内に出演者の何人かが乗り、合計体重ぴったり1000kgを目指す。成功すれば体重計に乗っていたメンバーで10万円を山分けとなるが、失敗すると体重計に乗ったメンバーに、獣神サンダー・ライガーからちょっとした罰として全員にビンタが執行される(ハンデとして、女性はポンッと叩く程度)。1回目は1,066㎏（プラス66kg、平均男性1人オーバー）で失敗。2回目はロード（体重計のトラブル）でまた失敗。ちなみに、2回目の挑戦では、あまりにも人が殺到しすぎて、体重計が壊れてしまい、「LoAd」と表示されたので、急遽スタジオにはそれになぞられる形でTHE 虎舞竜の『ロード』が流された。この場合も失敗とみなされ、その場にいた面々に張り手が見舞われている。
タンス預金王は誰だ!?深夜の実家 現生フォトコンテスト!!
実家の親に電話をかけて持ち合わせの現金を手にした写真を送ってもらい、最も金額が多かった者にその100分の1の賞金が与えられる。ただし親の顔がきちんと写っていないと無効となる。結果は芝大輔（モグライダー）の家族（母親）が132万9000円の所持金を持っていたので、芝は1万3290円を獲得した。
ギネスに挑戦!?1分間毒霧ワールドレコード!!
ザ・グレート・カブキが60秒間で毒霧を何人に浴びせる事ができるかその数を予想する。正解者で10万円山分け。毒霧を食らうのは中間成績ワースト60人。結果は27人。
応援FAX企画
放送中にFAXを募集、送られてきた枚数を予想し的中した人には10万円が与えられる。正解は979枚（当てられた者は1人もいなかった）。
走力×脱衣力（だついりょく）!2代目井手らっきょ選手権
「走力×脱衣力（だついりょく）」の2つが求められるレースで勝手に井手らっきょの後継者を決定。優勝し2代目井手らっきょになった者には優勝賞金5万円が与えられる。レースは2人1組で行われ、3レース全ての正解者で10万円を山分けする。スタート地点のレポーターは良原安美アナ、ゴール地点は高山が担当する。優勝者はSPゲストのへらちょんぺ。
2021年秋でも行われた。
- 実況：杉山真也（TBSアナウンサー）
- リポーター：良原安美（TBSアナウンサー）
- 招待ゲスト：へらちょんぺ

嫁の味を当てろ!利き味噌汁選手権
解答者から選ばれた4人にカブキが味噌汁を霧状にして吹きかけ、その4人が誰の妻の味か予想する。4人以外は正解できるかできないか予想する。正解者で10万円を山分けする。結果は見破り成功。
深夜でも有事に備えろ!母さん喪服チャレンジ
実家の母親に連絡をして喪服に着替えてもらい、その写真を携帯に送ってもらう。その際数珠は必ず身につけてもらう。1番早いものに5万円というルールであったがより悲壮感があったものということで2番目のしゅんしゅんクリニックPが繰り上げで優勝した（1番はあいなぷぅ（パーパー））。
アクリル大相撲 赤坂ご時世場所
濃厚接触を避けるため、両者の間にキャスター付きのアクリル板を挟み、それを押し合って行う相撲。優勝は山田勝己（SASUKEオールスターズ）
- あかつ
- クロちゃん （安田大サーカス）
- 山田勝己
- 井上京子（プロレスラー）

目指せぴったり30万 うろおぼえ所持金チャレンジ
スタジオに回答者全員の財布を用意し、希望者が一人ずつ所持金（紙幣のみ）を公開して合計ぴったり30万円を目指す。
ぴったり30万円を達成すれば最後に公開した1人に10万円、それまでに公開した（パスをつないだ）全員で10万円を山分け。
30万円をオーバーした場合はその時に公開した1人が「ちょっとした罰」を受ける。結果は10人目の淡路幸誠（きつね）が2000円多く持ち失敗。罰ゲームは感染対策を考慮したスプレー毒霧。
令和の常識 芸人消毒王決定戦
楽屋からスタジオまでの導線上5ヶ所にアルコール消毒液と隠しカメラを設置し、各回答者が楽屋入りから本番までに何度手指の消毒を行ったかを計測。
回答者は4択の中から最も消毒回数が多かったのは誰か予想する。優勝は関太。ビリは鈴木もぐら。
最も消毒回数が多かった回答者には感染対策奨励金として3万円が贈られ、最も少なかった回答者にはザ・グレート・カブキの手によって手指の消毒が行われた。
真夜中(ミッドナイト)LINE未読王
MCの開始コールから生放送終了までLINEの未読件数を最も多く貯めた人の勝ち。なお、コーナー開始前で未読件数0から開始する。未読王に5万円。最終的には未読数が1万件越えの3人（フワちゃん・金ちゃん（鬼越トマホーク）・クロちゃん（安田大サーカス））が争い、14,506件を貯めたクロちゃんが優勝。
走力×脱衣力！2代目井手らっきょ選手権
ゲスト：コウメ太夫、へらちょんぺ。大好評につき2回目の登場。スタート地点のリポーターは日比麻音子アナ、ゴール地点は前回と同じ高山が担当。優勝はみなみかわ。
重圧ものまねアーチェリー
2人の芸人（レイザーラモンRG・神奈月）が3回ずつ有名人の名前が書かれた的を射って射抜いた箇所の人のものまねを披露する。2人のものまねを見てより面白いもの見せれるか競う。有吉が勝敗を判定。勝者に5万円。優勝は神奈月。
全員成功で1073億円！月収ランクアップチャレンジ
解答者全員がフリップに直近の月収を記入し、最も低いと予想した人から順に並んでいき32人連続成功を目指す。ゲーム中は有吉のみ（序盤は高山もできる）が確認して成功・失敗を判定するが、ゲーム終了後は場に出た全員が月収を発表する。元金は100円から始まり月収が上回るごとに賞金が倍増し、31人全員成功で賞金1073億7418万2400円が山分けされる。結果は1人目のみなみかわの月収（24万円）からスタートし、それを2人目のともしげ（モグライダー）を下回り、賞金は0円で32人の配当も無しとなった。しかし、泣きの1回で結果は9人目のたかし（トレンディエンジェル）が岩橋良昌の月収を下回るも前回の記録を上回る6400円を32人で山分けとなり1人200円ずつ分配された。
目指せ3分以内!カップラーメン早完食レース
カップラーメンを完食するまでのタイムを競うが、お湯を入れた時点でタイマーがスタートするため麺が戻る前に食べても良い。勝てば5万円。1回戦は全員同じだが、2回戦は選択システム（入れない・水フル・お湯半分・お湯フルの4種類）。勝者は1回戦がみなみかわで、2回戦が水フルのクロちゃん。
目指せ！ジャスト21本歯ブラックジャック
解答者をフワちゃんチームと酒井健太チームに16人ずつ分け、スタジオに登場したマスクを付けた16人の一般人に現在生えている歯の本数を予想し、その合計を21に近づけるゲーム。22以上はドボンで失格となる。勝てば1人あたり賞金6250円獲得となる。
早さ×笑い 高速フリップ-1 GP
ZAZY・いかちゃん・スルメの3人が参加。
用意した2分のネタを短くした秒数×ネタの点数（有吉が5点満点で採点）の得点が最も高い人が優勝。優勝者は5万円。優勝者はZAZY。
49℃の熱湯風呂 常連じいさんだぁ〜れ?
4人の爺さんが登場し、本当に常連爺さんは誰かを当てるクイズ。不正解の3人にはかき氷に撒く。正解の1人が常連として通う銭湯は東京都大田区にある『蒲田温泉』で、彼が入れる温泉は天然温泉の『黒湯』。
全員成功で2兆1474億円!プレッシャー波動拳
人気ゲームの『ストリートファイターII』の波動拳チャンスゲーム。テレビ東京系列『勇者ああああ』のコーナーにも登場したゲームである。なお、『勇者ああああ』の司会を務めていたアルコ&ピースはコンビで裏番組の『アルコ&ピースのメガホン二郎』に出演中の為、酒井は白いボックスの中でクイズに参加して、平子は今回も前回同様欠席（理由は第5回（2021年秋）で最下位）。元金は1000円から始まり1人成功するごとに賞金が倍増し、32人全員が成功すれば賞金2兆1474億8364万8000円が山分けされる。失敗すると電流が流れる。結果は4人目のチャンス大城で失敗したので、賞金4000円を32人で山分けとなり1人125円ずつ分配されたが、高山は「42円50銭」と言っていた。
赤坂5丁目 催眠ぬるぬる大相撲
あかつ・とにかく明るい安村・みなみかわ・クロちゃん（安田大サーカス）の4人が十文字幻斎に催眠術をかけられた状態でトーナメントで対決。優勝者には5万円。行司（藤本敏史）とエアーローションを撒く係（原西孝幸）はFUJIWARAが担当。優勝はあかつ。このイベントに参加したあかつとクロちゃんはザコシに罰を執行した。
赤坂5丁目 ワイナイナマラソン
エリック・ワイナイナが放送終了するまで赤坂5丁目を何周走ったか予想する。全員不正解の場合はニアピン賞として賞金5万円獲得となる。結果は23周(正解者は5人)。サンシャイン池崎・岸大将（きしたかの）・関太（タイムマシーン3号）・滝沢秀一（マシンガンズ）・もう中学生が23周と予想し、ピタリ賞として賞金10万円を獲得した。
全員成功で9垓円！ロード64連イントロハーモニカ
THE 虎舞竜のロードのイントロのハーモニカを、64人の回答者全員が順に演奏する。現金は100円から始まって1人成功するごとに賞金が2倍になり、64人全員が成功すれば賞金9垓2233京7203兆6854億7758万800円が山分けされる。演奏の成否は有吉が判定する。企画は番組の冒頭で回答者に知らされ、番組中のCMの時間を利用して演奏の練習が行われた。結果は4人目の誠（ヨネダ2000）で失敗となり、400円を64人で山分けして1人あたり6円25銭ずつ分配された。
赤坂5丁目 逃走中
フジテレビ系列『逃走中』のパロディー企画。制限時間5分以内にスタジオ周辺の決められたエリア（Aスタジオ・Bスタジオ・スタジオ外のホール・大道具通路）を回答者64名が逃げ回り、ハンターに捕まらずに終わることができればクリア。テープやパイロンが有吉・高山のところに貼り付けられる。ハンターは全7人で、残り時間が減るにつれて徐々に増員される（2人（スタート）→3人（1分経過）→4人（2分経過）→5人（3分経過）→7人（4分経過））。確保された（ハンターに捕まった）人は、赤いビブスを脱ぎながら、解答者席に戻り、ハーモニカのリハーサルをする。結果は8人（高木貫太<ストレッチーズ>・薄幸<納言>・井口浩之<ウエストランド>・山本浩司<タイムマシーン3号>・サーヤ<ラランド>・すがちゃん最高No.1<ぱーてぃーちゃん>・とにかく明るい安村・鈴木もぐら<空気階段>）が逃走成功で1人あたり賞金1万2500円を獲得した。
全員成功で100万円！体重数珠つなぎチャレンジ
回答者の中で最も体重が重いと思われる者から順に体重を計測し、一つ前に測った人の体重を超えなければクリア。失敗した場合、一度のみ服を脱いでの再計測が許される。全員が成功すれば1人当たり賞金1万5625円獲得となる。6人目の植田紫帆（オダウエダ）で失敗。19人目までクリアしたが盛り上がりすぎたのでCMを流した。
赤坂5丁目 巨大岩真っ二つチャレンジ
あかつが放送終了までに埼玉県某所から頂いた重さ2142kgの岩を真っ二つ（一片の重さが全体の45〜55％）に割ることができるかを予想する。作業は専門家立ち会いのもと、ツルハシ・ドリル・楔などの工具を用いる。結果は230㎏で失敗(正解者31名が3225円獲得した。)。
3の倍数と3のつく蕎麦に気を付けろ！ナベアツ式酢わんこチャレンジ
ベルトコンベアに乗って流れてくる40杯のわんこそばを何杯食べられるかを競うが、3の倍数と3の付く数字である杯数のそばには酢が入っている。優勝者には5万円、優勝は吉村崇(平成ノブシコブシ)。
最後に立ってるのは誰だ！？66人相撲バトル・ロワイアル
解答者全員でAスタジオに用意された土俵（四角いマット）の上で相撲を行い、土俵から落ちた人は即失格。序盤は落ちる以外で失格することはないが、参加者が少なくなった際には通常の相撲と同じく土俵に足以外がついた時点で失格となる。スタート時の立ち位置は開始時点でのクイズ成績が高い人ほど内側に立つことが出来る。優勝は宮下兼史鷹(宮下草薙)。
永田裕志 白目剥いちゃう？剥いちゃわない？クイズ
永田裕志が白目を剥くのか剥かないのかを66人が2択で解答するピリオド（通常ピリオドと同じルールで実施され、予選落ちもあり）。永田がずっと白目を剥き続けたため中盤からは全員が問題を見ることなく『剥いちゃう』のボタンを早押しする形になっていたが、突如『剥いちゃう』と『剥いちゃわない』の選択肢が逆になった問題が出題され、全員が引っかかり全滅となった。
目指せ88連発 オールスター屁こきチャレンジ
解答者全員で放送終了までに1人1発おならをすることを目指す。適宜司会者席横の屁こき台に設置されたマイクに向かって放屁し、判定員（番組アシスタント）に認定された解答者のネームプレートには屁シールが貼られる。88発の放屁に成功した場合は解答者全員で賞金100万円を山分けする。
結果は11人が（益田康平〈カゲヤマ〉は2発）成功したが、残り77人で失敗。
全員成功で1547𥝱円！ロード64連イントロハーモニカ 第二章
”ちょうど一年前”に行われたイベントの第二章。THE 虎舞竜のロードのイントロのハーモニカを、88人の回答者全員が順に演奏する。1人目が成功で賞金10円、2人目からは成功ごとに賞金が2倍になり、88人全員が成功すれば賞金1547𥝱4250垓4910京6725兆3436億2390万5280円が山分けされる。
結果は13人目の中西茂樹（なすなかにし）で失敗し賞金は2万480円を88人で山分けし1人あたり232円となった。
MCなら全員言えて当たり前 有吉雛壇コンプリートチャレンジ
番組初の有吉も直前まで内容を知らないイベント。挑戦者の有吉は解答席に背を向けて立ち、制限時間5分以内に本日の解答者88人全員の名前を答えていく。解答者は全員起立し、名前を呼ばれたら着席する。起立している間は発言は禁止。全員答えられた場合は有吉と解答者計89人で賞金10万円を山分けする。
1VS88！赤坂5丁目超ハンデ腕相撲
解答者全員が1人ずつアームレスリング全日本無差別級チャンピオン・宍戸俊之と腕相撲で対決する。解答者が勝利した場合は勝者に10万円。88連勝した場合はチャンピオンが10万円を獲得。結果は宍戸の88連勝。有吉に「100連勝できますか?」と言われた宍戸は「176連勝はいけます!」と答えた。
解答者を煙に巻け 爆煙シーシャクイズ
解答者をスタジオの左右で2チームに分け、各チームに1問映像4択クイズを出題。ただし、相手チームの喫煙者6名が出題モニターの入った透明な箱にシーシャ（ニコチン・タール０のものを使用）の煙を吐いて隠すことが出来る。正解者が多かったチームで賞金10万円を山分けする。結果は15対38で左チームの勝利。
目指せ名人超え！真夜中のｄボタン連射チャレンジ
番組終了まで高橋名人が「データ放送」でテレビリモコンの「決定ボタン」を連射し、その回数を集計する。番組視聴者もデータ放送を使って同じ競技に参加でき、全国1位になった人には賞金20万円が贈られる（全国1位はPC内蔵のTVで参加し26万回超の記録）。
体の文字を拝み読み!新崎人生が逃走中
新崎人生に扮し、上半身に文字が書かれた逃走者（ハリウッドザコシショウ、ひょうろく、トム・ブラウンみちお）がスタジオ周辺の決められたエリア（Aスタジオ・Bスタジオ・スタジオ外のホール・大道具通路）を逃げるので、解答者は追いかけながら書かれた文字を読んで高山が出題する問題に答える。答えが分かったら司会者席の有吉に耳打ちし、正解したらスタジオで待機する。全3問出題され、問題ごとに正解者と逃走者の全員で賞金5万円を山分けする。
たたいて?カブいて!毒霧ジャンケンポン
指名された解答者8人でたたいてかぶってジャンケンポンをアレンジしたゲームで対決。ジャンケンをして勝った方は相手に毒霧を噴射し、負けた方はうちわ型の板でガードする。トーナメント形式で戦い、優勝者には賞金10万円。
参加しない解答者は優勝者を予想し、正解者で10万円を山分けする。
赤坂5丁目!近代鶴太郎五種
片岡鶴太郎をゲストMCに迎え、指名された解答者4人が片岡鶴太郎の歴史を辿る5種目による「障害物競走」で対決。
布団から起床し（スタート）、
1. 「おでん」：「熱々おでん」の卵を食べる（注：卵以外の具材でも実際には不問）
2. 「近藤真彦物真似」：近藤真彦風の衣装に着替え物真似で台詞を言う（「黒柳さーん、マッチでーす!」と叫ぶ）
3. 「書道」：墨を擦り、筆で半紙に「後夜祭」と書く
4. 「ボクシング」：針付きのグローブで風船を10個割る
5. 「ヨガ」：狭さと距離が異なる4種類の「通路（壁の隙間）」から一つ選択し通り抜ける（幅15cm、17cm、20cm、25cm）

以上の5つの障害物をクリアし布団に戻る（ゴール）までのタイムを競う。
参加しない解答者は優勝者を予想し、正解者で10万円を山分けする。
あかつvs水 250L運搬チャレンジ
250Lの水が入ったタンクをあかつが運搬できるかチャレンジするコーナー。満タンに入ったタンクの運搬はできなかったものの、放送中に出演者（あかつ自身も含む）がタンク内の水を飲んで量を減らすことで、番組終盤に行う再チャレンジまでにあかつを手助けすることができる。
あかつが成功すれば水の重量や過程に関わらず賞金10万円が贈られるとされていたが、結果は失敗。
ジャー直握りおにぎり早握りリレー
みなみかわチームとヒコロヒーチームに分かれ、ジャーから米を取り出して梅干し入りおにぎりを先に全員完成させたチームに賞金10万円が贈られるコーナー。
みなみかわチームにはえいじ（インポッシブル）、青木マッチョ（かけおち）、阪本（マユリカ）、ナダル（コロコロチキチキペッパーズ）、はる（エルフ）が参加。ヒコロヒーチームにはあぁ〜しらき、栗谷（カカロニ）、関太（タイムマシーン3号）、高野正成（きしたかの）、松崎克俊、ヤマゲン（ネコニスズ）が参加し、みなみかわチームが勝利。
85人ロケバス全員乗車チャレンジ
ロケバス（トヨタ自動車製のバン）に85人全員が乗り込むことを目指すコーナー。全員乗り込むことができれば賞金100万円が全員に贈られる。結果は73人乗車し、賞金20万円を全員で山分けした。
全員成功で100万円！体重数珠つなぎチャレンジ
2023年春ぶりに開催された企画。
再計測の際は服を脱いで身軽になることに加え、上述の「あかつvs水 250L運搬チャレンジ」の水を飲んで増量することで、自身が失格とならない範囲内で次の挑戦者の計量に余裕を持たせることもできた。
24人目のHG（レイザーラモン）が体重オーバーし、失敗。

### ちょっとした罰
最下位になった者には『後夜祭』からの永久追放に加え、「ちょっとした罰」として2021年秋までザ・グレート・カブキから毒霧を浴びせられ、2022年春では2代目、2022年秋以降は下記のようにカブキに扮した人物が毒霧（2022年秋を除く、2023年春までは霧吹きで）を浴びせる。
- 2018年春・2018年秋では、獣神サンダー・ライガー[注 59]（ビンタ・ロメロ・スペシャル）と共に登場した。
- 2019年春のみザ・グレート・カブキが登場せず、代わりに前田日明からヘッドバットとタイキックの罰が執行された[41]。
- 2021年春からは単独で登場し、新型コロナウイルス感染防止対策の観点から、当回より「霧吹き」の形で毒霧を浴びせる[43][48]。2022年春では「2代目」が登場した[49]。
- 2022年秋では、前述の「催眠ぬるぬる大相撲」で催眠にかかりやすいと分かったザ・グレート・カブキ役のあかつが毒霧のフリ、アントニオ猪木役のクロちゃん（安田大サーカス）が闘魂ビンタを最下位の人に執行した。
- 2023年春では、エリック・ワイナイナがザ・グレート・カブキに扮し、霧吹きの毒霧を最下位の人に浴びせた。
- 2023年秋では、永田裕志と與那嶺茂人（足つぼマッサージ師）が登場し、最下位の人は永田に押されられ、そのまま足つぼマッサージを受けた。
- 2024年春では、アームレスリング全日本無差別級チャンピオンの宍戸俊之に最下位の人がアイアンクローをされた。
- 2024秋では、新崎人生に扮した逃走者（ハリウッドザコシショウ、ひょうろく、トム・ブラウンみちお）により、熱いおでんを食べさせられた。
- 2025年春では、大仁田厚により、最下位の人が電流爆破を受けた。

### スタッフ
- プロデューサー：田邊哲平（第7回 - ）、須藤駿（第10回 - ）
- 演出・プロデューサー：藤井健太郎（第8回 - 、第1 - 3回は演出のみ、第4 - 7回は総合演出・プロデューサー）
- 製作著作︰TBS

#### 過去のスタッフ
- プロデューサー：井上整
- 制作プロデューサー：江藤俊久、金原将公
- チーフプロデューサー：福田健太郎（以前はプロデューサー）

## 大晦日オールスター体育祭

### 概要
2024年12月31日（火曜日・大晦日）17:00 - 23:45に放送された、『オールスター感謝祭』（以下、『感謝祭』）をスポーツに特化したスピンオフ番組。総合司会はバナナマン（設楽統・日村勇紀）が、アシスタントは日比麻音子（TBSアナウンサー）が務めた。
『感謝祭』の派生番組が大晦日に放送されるのは、1997年の『サヨナラ'97年末感謝祭景気回復スペシャル!!クイズ!今年の常識王』以来、27年振りであった。
『感謝祭』の赤坂5丁目ミニマラソン・プレッシャーアーチェリーに加え、『最強スポーツ男子頂上決戦』のモンスターボックス・パワーウォール、『SASUKE』番組特設ステージ、『関口宏の東京フレンドパークII』のウォールクラッシュ、『筋肉番付』の9HOOPS 2など、TBS系のバラエティの放送で行われたスポーツ競技企画の特別版に、パリ五輪日本代表選手等のアスリートやタレントなどが挑戦。スタジオゲスト60名に対して、競技の勝敗や優勝者当て等のクイズが出題され、『感謝祭』で使用のキーパッドで解答する内容となっている（スタジオゲストが競技に参加することもある）。
スタジオゲストには『感謝祭』同様に、クイズの正解や競技参加によってポイントが付与され、全クイズの終了時点で最もポイントの高かったゲストが総合優勝となる。総合優勝者には300万円、2位には100万円、3位には50万円が、それぞれ賞金として贈呈される。
なお『感謝祭』は生放送で放送されているが、当番組は全編事前収録で放送された。
平均視聴率は17:00 - 18:00が世帯6.6%・個人4.0%、18:00 - 19:00が世帯9.6%・個人6.3%、19:00 - 23:45が世帯7.2%・個人4.6%であった（ビデオリサーチ調べ・関東地方・リアルタイム）。

### 出演者

#### 総合司会
- バナナマン
  - 設楽統
  - 日村勇紀

#### アシスタント
- 日比麻音子（TBSアナウンサー）

#### 競技実況
- 杉山真也（TBSアナウンサー）
- 伊藤隆佑（TBSアナウンサー）

#### 赤坂5丁目ミニマラソン解説者
- 増田明美（スポーツジャーナリスト）

### 総合優勝者
- 第1回（2024年）
  - 木村拓哉

### スタッフ
- 総合演出：軸原資雄
- プロデューサー：加藤丈博/渡邊奈津子、宇和川 隆、福岡隆幸、長嶺 望、川嶋和成、川俣和也、好田康智、萩谷尚史、橋本伸行、林貴恵、高見 亘、常盤吉弘
- チーフプロデューサー：上田淳也
- 制作：TBSテレビバラエティー制作一・二部&スポーツ局
- 製作著作：TBS